# Нидерланды на летних Олимпийских играх 2024
Нидерланды на летних Олимпийских играх 2024 года в Париже были представлены 275 спортсменами (112 мужчинами и 163 женщинами) в 27 видах спорта.
Спортсмены Нидерландов завоевали 34 медали: 15 золотых, 7 серебряных и 12 бронзовых. Это лучший результат в истории по золотым наградам (ранее рекордом были 12 золотых на Играх 2000 года в Сиднее). По общему количеству наград это второй результат, на 2 меньше, чем было в 2020 году в Токио.
4 золотые медали были завоёваны в академической гребле, 3 в велоспорте, 2 в лёгкой атлетике и 2 в парусном спорте. Сборные Нидерландов выиграли золото в мужском и женском хоккее на траве. Харри Лаврейсен завоевал три золота в велоспорте на треке и стал первым в истории нидерландским спортсменом, выигравшим за карьеру более 4 золотых наград на летних Играх.

## Медали
| Медаль  | Спортсмен(ы) | Вид спорта           | Дисциплина                      | Дата       |
| ------- | --- | -------------------- | ------------------------------- | ---------- |
| Золото  | Леннарт ван Лироп Финн Флорейн Тони Витен Кун Метсемакерс | Академическая гребля | Четвёрки парные                 | 31 июля    |
| Золото  | Марлус Олдебург Хермейнтье Дрент Тинка Офферейнс Бенте Бонстра | Академическая гребля | Четвёрки распашные              | 1 августа  |
| Золото  | Имкье Клеверинг Вероник Местер | Академическая гребля | Двойки распашные                | 2 августа  |
| Золото  | Одиль ван Анхолт Аннетт Дейтз | Парусный спорт       | 49-й FX                         | 2 августа  |
| Золото  | Каролин Флорейн | Академическая гребля | Одиночки                        | 2 августа  |
| Золото  | Исайя Клейн-Икинк Лике Клавер Юджин Омалла Кателейн Петерс Фемке Бол | Лёгкая атлетика      | Смешанная эстафета 4×400 метров | 3 августа  |
| Золото  | Уорти де Йонг Арвин Слагтер Ян Дриссен Димео ван дер Хорст | Баскетбол 3×3        | Мужской турнир                  | 5 августа  |
| Золото  | Харри Лаврейсен Джеффри Хогланд Рой ван ден Берг | Велоспорт            | Трек, командный спринт          | 6 августа  |
| Золото  | Марит Бауместер | Парусный спорт       | ILCA 6                          | 7 августа  |
| Золото  | Йип Янссен Ларс Балк Йонас де Хёс Тейс ван Дам Тьерри Бринкман Сев ван Асс Йоррит Крон Юстен Блок Дерк де Вилдер Флорис Фортелбур Тьеп Худемакерс Кун Бейен Йоэп де Мол Пирмин Блак Теймен Рейенга Дуко Телгенкамп Флорис Миддендорп Стейн ван Хейнинген | Хоккей на траве      | Мужской турнир                  | 8 августа  |
| Золото  | Шарон ван Раувендал | Плавание             | 10 километров в открытой воде   | 8 августа  |
| Золото  | Харри Лаврейсен | Велоспорт            | Трек, спринт                    | 9 августа  |
| Золото  | Анне Венендаль Луна Фокке Фреке Мус Лиза Пост Ксан де Вард Йибби Янсен Рене ван Ларховен Фелисе Алберс Мария Вершор Санне Колен Фредерика Матла Йоше Бург Марлен Йохемс Пин Сандерс Марейн Вен Лаура Нуннинк Пин Дике                                    | Хоккей на траве      | Женский турнир                  | 9 августа  |
| Золото  | Сифан Хассан | Лёгкая атлетика      | Марафон                         | 11 августа |
| Золото  | Харри Лаврейсен | Велоспорт            | Трек, кейрин                    | 11 августа |
| Серебро | Лайла Юссифу Бенте Паулис Рос де Йонг Тесса Дюллеманс | Академическая гребля | Четвёрки парные                 | 31 июля    |
| Серебро | Мелвин Твеллар Стефан Брунинк | Академическая гребля | Двойки парные                   | 1 августа  |
| Серебро | Манон Венстра | Велоспорт            | BMX-гонки                       | 2 августа  |
| Серебро | Ральф Ринкс Олав Моленар Сандер де Граф Рубен Кнаб Герт-Ян ван Дорн Якоб ван де Керкоф Ян ван дер Бей Мик Маккер Диувке Феттер (рулевая) | Академическая гребля | Восьмёрки                       | 3 августа  |
| Серебро | Хетти ван де Вау | Велоспорт            | Групповая шоссейная гонка       | 4 августа  |
| Серебро | Хетти ван де Вау | Велоспорт            | Трек, кейрин                    | 8 августа  |
| Серебро | Лизанне де Витте Эвелине Салберг Мирте ван дер Схот Лике Клавер Фемке Бол Кателейн Петерс | Лёгкая атлетика      | Эстафета 4×400 метров           | 10 августа |
| Бронза  | Каспар Корбо | Плавание             | 200 метров брассом              | 31 июля    |
| Бронза  | Тес Схаутен | Плавание             | 200 метров брассом              | 1 августа  |
| Бронза  | Симон ван Дорп | Академическая гребля | Одиночки                        | 3 августа  |
| Бронза  | Люк ван Опзеланд | Парусный спорт       | IQFoil                          | 3 августа  |
| Бронза  | Аннелаус Ламмертс | Парусный спорт       | Формула Кайт                    | 8 августа  |
| Бронза  | Сифан Хассан | Лёгкая атлетика      | Бег на 5000 метров              | 5 августа  |
| Бронза  | Майкел ван дер Влётен | Конный спорт         | Личный конкур                   | 6 августа  |
| Бронза  | Фемке Бол | Лёгкая атлетика      | Бег на 400 метров с барьерами   | 8 августа  |
| Бронза  | Сифан Хассан | Лёгкая атлетика      | Бег на 10 000 метров            | 9 августа  |
| Бронза  | Лиза ван Белле Майке ван дер Дёйн | Велоспорт            | Трек, мэдисон                   | 9 августа  |
| Бронза  | Брегье де Брауэр Нортье де Брауэр | Синхронное плавание  | Дуэты                           | 10 августа |
| Бронза  | Лаура Артс Ирис Волвес Бригитте Слекинг Сабрина ван дер Слот Мартье Кюнинг Симоне ван де Кратс Бенте Рогге Вивиан Севених Китти-Линн Яустра Лике Рогге Лола Молхёйзен Нина тен Брук Сара Бёйс                                                            | Водное поло          | Женский турнир                  | 10 августа |

| Вид спорта           | 1  | 2 | 3  | Всего |
| Академическая гребля | 4  | 3 | 1  | 8     |
| Велоспорт            | 3  | 3 | 1  | 7     |
| Лёгкая атлетика      | 2  | 1 | 3  | 6     |
| Парусный спорт       | 2  | 0 | 2  | 4     |
| Плавание             | 1  | 0 | 2  | 3     |
| Хоккей на траве      | 2  | 0 | 0  | 2     |
| Баскетбол 3×3        | 1  | 0 | 0  | 1     |
| Водное поло          | 0  | 0 | 1  | 1     |
| Конный спорт         | 0  | 0 | 1  | 1     |
| Синхронное плавание  | 0  | 0 | 1  | 1     |
| Всего                | 15 | 7 | 12 | 34    |

| Медали по датам | Медали по датам | Медали по датам | Медали по датам | Медали по датам | Медали по датам |
| --------------- | --------------- | --------------- | --------------- | --------------- | --------------- |
| Дата            | 1               | 2               | 3               | Всего           |                 |
| 31 июля         | 1               | 1               | 1               | 3               |                 |
| 1 августа       | 1               | 1               | 1               | 3               |                 |
| 2 августа       | 2               | 1               | 0               | 3               |                 |
| 3 августа       | 2               | 1               | 2               | 5               |                 |
| 4 августа       | 0               | 1               | 0               | 1               |                 |
| 5 августа       | 1               | 0               | 1               | 2               |                 |
| 6 августа       | 1               | 0               | 1               | 2               |                 |
| 7 августа       | 1               | 0               | 0               | 1               |                 |
| 8 августа       | 2               | 1               | 2               | 5               |                 |
| 9 августа       | 2               | 0               | 2               | 4               |                 |
| 10 августа      | 0               | 1               | 2               | 3               |                 |
| 11 августа      | 2               | 0               | 0               | 2               |                 |
| Всего           | 15              | 7               | 12              | 34              |                 |

| Мультимедалисты | Мультимедалисты | Мультимедалисты | Мультимедалисты | Мультимедалисты | Мультимедалисты | Мультимедалисты |
| --------------- | --------------- | --------------- | --------------- | --------------- | --------------- | --------------- |
| Спортсмен       | Вид спорта      | 1               | 2               | 3               | Всего           |                 |
| Харри Лаврейсен | Велоспорт       | 3               | 0               | 0               | 3               |                 |
| Фемке Бол       | Лёгкая атлетика | 1               | 1               | 1               | 3               |                 |
| Сифан Хассан    | Лёгкая атлетика | 1               | 0               | 2               | 3               |                 |
| Лике Клавер     | Лёгкая атлетика | 1               | 1               | 0               | 2               |                 |
| Кателейн Петерс | Лёгкая атлетика | 1               | 1               | 0               | 2               |                 |

| Медали по полу | Медали по полу | Медали по полу | Медали по полу | Медали по полу |
| -------------- | -------------- | -------------- | -------------- | -------------- |
| Пол            | 1              | 2              | 3              | Всего          |
| Мужчины        | 6              | 2              | 4              | 12             |
| Женщины        | 8              | 5              | 8              | 21             |
| Микст          | 1              | 0              | 0              | 1              |
| Всего          | 15             | 7              | 12             | 34             |

## Квалификация
| № п/п | Вид спорта                  | Мужчины        | Мужчины                | Женщины        | Женщины                | Всего          | Всего                  |
| № п/п | Вид спорта                  | Завоевано квот | Количество спортсменов | Завоевано квот | Количество спортсменов | Завоевано квот | Количество спортсменов |
| ----- | --------------------------- | -------------- | ---------------------- | -------------- | ---------------------- | -------------- | ---------------------- |
| 1     | Академическая гребля        | 5              | 19                     | 5              | 14                     | 10             | 33                     |
| 2     | Бадминтон                   |                | 1                      |                | 1                      | 1              | 2                      |
| 3     | Баскетбол 3×3               | 1              | 4                      |                |                        | 1              | 4                      |
| 4     | Бокс                        |                |                        | 1              | 1                      | 1              | 1                      |
| 5     | Брейкинг                    | 2              | 2                      | 1              | 1                      | 3              | 3                      |
| 6     | Велоспорт                   | 16             | 10                     | 19             | 14                     | 35             | 24                     |
| 7     | Водное поло                 |                |                        | 1              | 13                     | 1              | 13                     |
| 8     | Волейбол                    |                |                        | 1              | 12                     | 1              | 12                     |
| 9     | Гандбол                     |                |                        | 1              | 14                     | 1              | 14                     |
| 10    | Спортивная гимнастика       | 5              | 5                      | 5              | 5                      | 10             | 10                     |
| 11    | Гольф                       |                |                        | 1              | 1                      | 1              | 1                      |
| 12    | Гребля на байдарках и каноэ | 2              | 1                      | 7              | 4                      | 9              | 5                      |
| 13    | Дзюдо                       | 5              | 5                      | 5              | 5                      | 10             | 10                     |
| 14    | Конный спорт                | 4              | 4                      | 5              | 5                      | 12             | 9                      |
| 15    | Лёгкая атлетика             | 13             | 18                     | 23             | 23                     | 37             | 41                     |
| 16    | Настольный теннис           |                |                        | 1              | 1                      | 1              | 1                      |
| 17    | Парусный спорт              | 3              | 5                      | 4              | 6                      | 8              | 11                     |
| 18    | Плавание                    | 11             | 8                      | 12             | 12                     | 25             | 20                     |
| 19    | Пляжный волейбол            | 2              | 4                      | 1              | 2                      | 3              | 6                      |
| 20    | Прыжки в воду               |                |                        | 1              | 1                      | 1              | 1                      |
| 21    | Синхронное плавание         |                |                        | 1              | 2                      | 1              | 2                      |
| 22    | Скейтбординг                |                |                        | 2              | 2                      | 2              | 2                      |
| 23    | Стрельба из лука            | 1              | 1                      | 4              | 3                      | 5              | 4                      |
| 24    | Теннис                      | 4              | 4                      | 2              | 2                      | 7              | 6                      |
| 25    | Триатлон                    | 2              | 2                      | 2              | 2                      | 4              | 4                      |
| 26    | Фехтование                  | 1              | 1                      |                |                        | 1              | 1                      |
| 27    | Хоккей на траве             | 1              | 18                     | 1              | 17                     | 2              | 35                     |
|       | ИТОГО                       | 78             | 112                    | 106            | 163                    | 193            | 275                    |

## Состав команды
Академическая гребля
1. Симон ван Дорп[англ.]
2. Мелвин Твеллар[англ.]
3. Стефан Брунинк[англ.]
4. Эли Брауер[англ.]
5. Гус Молле[англ.]
6. Нельсон Ритсема[англ.]
7. Рик Риенкс[англ.]
8. Леннарт ван Лироп[англ.]
9. Финн Флорейн[англ.]
10. Тони Витен
11. Кун Метсемакерс[англ.]
12. Ральф Ринкс[англ.]
13. Олав Моленар[англ.]
14. Сандер де Граф[англ.]
15. Рубен Кнаб
16. Герт-Ян ван Дорн[англ.]
17. Якоб ван де Керкоф[англ.]
18. Ян ван дер Бей[англ.]
19. Мик Маккер[англ.]
20. Каролин Флорейн
21. Имкье Клеверинг[англ.]
22. Вероник Местер[англ.]
23. Мартине Велдхёйс[англ.]
24. Лиза Схенард[англ.]
25. Марлус Олдебург[англ.]
26. Хермейнтье Дрент[англ.]
27. Тинка Офферейнс[англ.]
28. Бенте Бонстра[англ.]
29. Лайла Юссифу[англ.]
30. Бенте Паулис[англ.]
31. Рос де Йонг[англ.]
32. Тесса Дюллеманс[англ.]
33. Диувке Феттер[нидерл.]

 Бадминтон
1. Робин Табелинг[англ.]
2. Селена Пик[англ.]

 Баскетбол 3×3
1. Уорти де Йонг[англ.]
2. Арвин Слагтер[англ.]
3. Ян Дриссен[англ.]
4. Димео ван дер Хорст[англ.]

 Бокс
1. Челси Хейнен[англ.]

 Брейкинг
1. Ли-Лу Демьер[англ.]
2. Менно ван Горп[англ.]
3. Индия Сарджо

Велоспорт
 Шоссейный велоспорт
1. Дан Холе[англ.]
2. Дилан ван Барле
3. Матье ван дер Пул
4. Эллен ван Дейк
5. Деми Воллеринг
6. Марианна Вос
7. Лорена Вибес[англ.]

 Трековый велоспорт
1. Харри Лаврейсен
2. Джеффри Хогланд
3. Рой ван ден Берг
4. Юри Хавик[англ.]
5. Ян-Виллем ван Схип[англ.]
6. Кира Ламберинк[англ.]
7. Хетти ван де Вау[англ.]
8. Стеффи ван дер Пет[англ.]
9. Лиза ван Белле[англ.]
10. Майке ван дер Дёйн[англ.]

 Маунтинбайк
1. Пак Питерсе[англ.]
2. Анне Терпстра[англ.]

 BMX
BMX-гонки
1. Дэйв ван дер Бург[англ.]
2. Яймио Бринк[англ.]
3. Манон Венстра[англ.]
4. Лаура Смулдерс[англ.]
5. Мерел Смулдерс[англ.]

 Водное поло
1. Лаура Артс[англ.]
2. Ирис Волвес[англ.]
3. Бригитте Слекинг[англ.]*
4. Сабрина ван дер Слот[англ.]
5. Мартье Кюнинг[англ.]*
6. Симоне ван де Кратс[англ.]
7. Бенте Рогге[англ.]
8. Вивиан Севених[англ.]
9. Китти-Линн Яустра[англ.]
10. Лике Рогге[англ.]*
11. Лола Молхёйзен[англ.]
12. Нина тен Брук[англ.]
13. Сара Бёйс[англ.]*

 Волейбол
1. Сара ван Ален
2. Бритт Бонгартс
3. Селесте Плак
4. Эллес Дамбринк
5. Жольен Кноллема
6. Анне Бёйс
7. Маррит Яспер
8. Ника Далдероп
9. Юллиет Лохёйс
10. Инди Байенс
11. Элине Тиммерман
12. Флорин Ресинк

 Гандбол
1. Лаура ван дер Хейден[англ.]
2. Лойс Аббинг
3. Ларисса Нюссер[англ.]
4. Бо ван Ветеринг[англ.]
5. Юдит ван дер Хелм[англ.]
6. Тамара Хаггерти[англ.]
7. Ким Моленар[англ.]
8. Келли Дюлфер[англ.]
9. Ангела Малестейн[англ.]
10. Ринка Дёйндам[англ.]
11. Яра тен Холте[англ.]
12. Никита ван дер Влит[англ.]
13. Дионе Шоушер[англ.]
14. Эставана Полман

Гимнастика
 Спортивная гимнастика
1. Лоран де Мунк[англ.]
2. Франк Рейкен[англ.]
3. Йермайн Грюнберг[англ.]
4. Мартейн де Вер[англ.]
5. Казимир Шмидт[англ.]
6. Лике Веверс[англ.]
7. Тиша Воллеман[англ.]
8. Санна Верман[англ.]
9. Наоми Виссер[англ.]
10. Санне Веверс

 Гольф
1. Анна ван Дам[англ.]

Гребля на байдарках и каноэ
 Гребля на гладкой воде
1. Селма Конейн[англ.]
2. Рут Ворсселман[англ.]

 Гребной слалом
1. Йорис Оттен[англ.]
2. Мартина Вегман[англ.]
3. Лена Тёниссен[англ.]

 Дзюдо
1. Торнике Цакадоеа[англ.]
2. Франк Де Вит
3. Ноэл Ван ’т Энд
4. Михаэль Коррел
5. Йелле Сниппе
6. Юлие Бёрскенс[англ.]
7. Йоанне ван Лисхаут
8. Санне Ван Дейк
9. Гюше Стенхёйс
10. Марит Кампс

 Конный спорт
1. Ханс-Петер Миндерхауд[англ.]
2. Раф Кореманс[англ.]
3. Майкел ван дер Влётен[англ.]
4. Харри Смолдерс[англ.]
5. Динья ван Лире[англ.]
6. Эммели Схолтенс[англ.]
7. Яннеке Бонзайер[англ.]
8. Санне де Йонг[англ.]
9. Ким Эммен[англ.]

 Лёгкая атлетика
1. Лимарвин Боневасия
2. Риан Кларк[англ.]
3. Нильс Ларос[англ.]
4. Стефан Ниллеcсен[англ.]
5. Майк Фоппен[англ.]
6. Ник Смит[англ.]
7. Абди Нагейе
8. Халид Чукуд[англ.]
9. Оньема Адигида[англ.]
10. Таймир Бёрнет[англ.]
11. Нсикак Экпо[англ.]
12. Элвис Африфа[англ.]
13. Исайя Клейн-Икинк[англ.]
14. Юджин Омалла[англ.]
15. Менно Влон
16. Дензел Коменентия[англ.]
17. Свен Розен[англ.]
18. Рик Там[англ.]
19. Таса Джия[англ.]
20. Лике Клавер[англ.]
21. Сифан Хассан
22. Маурен Костер
23. Диана ван Эс[англ.]
24. Майке Тьин-А-Лим[англ.]
25. Надин Виссер
26. Фемке Бол
27. Кателейн Петерс[англ.]
28. Анне Люйтен[англ.]
29. Изабель ван ден Берг[англ.]
30. Марие ван Хюненстейн
31. Минке Бисхопс[англ.]
32. Лизанне де Витте[англ.]
33. Эвелине Салберг[англ.]
34. Мирте ван дер Схот[англ.]
35. Паулине Хондема[англ.]
36. Йоринде ван Клинкен
37. Джессика Схилдер
38. Алида ван Дален[англ.]
39. Эмма Остервегел[англ.]
40. Анук Веттер
41. Софи Доктер[англ.]

 Настольный теннис
1. Бритт Эрланд[англ.]

 Парусный спорт
1. Люк ван Опзеланд[англ.]
2. Дуко Бос[англ.]
3. Барт Ламбрикс[англ.]
4. Флорис ван де Веркен[англ.]
5. Бьярне Бауэр[англ.]
6. Сара Веннекес[англ.]
7. Аннелаус Ламмертс[англ.]
8. Марит Бауместер
9. Одиль ван Анхолт[англ.]
10. Аннетт Дейтз[англ.]
11. Лайла ван дер Мер[англ.]

 Плавание
1. Кензо Симонс[англ.]
2. Ренцо Тьон-А-Джой
3. Шон Ньеволд[англ.]
4. Кай ван Вестеринг[англ.]
5. Арно Камминга
6. Каспар Корбо
7. Нильс Корстанье[англ.]
8. Стан Пейненбург[англ.]
9. Валери ван Рон[англ.]
10. Ким Буш
11. Маррит Стенберген
12. Майке де Вард[англ.]
13. Кира Туссен
14. Тес Схаутен
15. Тесса Гиле[англ.]
16. Сэм ван Нюнен[англ.]
17. Имани де Йонг[англ.]
18. Силке Холкенборг[англ.]
19. Янна ван Котен[англ.]
20. Шарон ван Раувендал

 Пляжный волейбол
1. Стефан Бурманс[англ.]
2. Йорик де Грот[англ.]
3. Мэттью Иммерс[англ.]
4. Стевен ван де Велде
5. Катя Стам
6. Раиса Схон

 Прыжки в воду
1. Элзе Прастеринк[англ.]

 Синхронное плавание
1. Брегье де Брауэр[англ.]
2. Нортье де Брауэр[англ.]

 Скейтбординг
1. Рос Зветслот[англ.]
2. Кет Олденбёвинг[англ.]

 Стрельба из лука
1. Стив Вейлер
2. Квинти Руффен[англ.]
3. Лаура ван дер Винкел[англ.]
4. Габриэла Схлуссер

 Теннис
1. Таллон Грикспор
2. Робин Хасе
3. Уэсли Колхоф
4. Жан-Жюльен Ройер
5. Аранча Рус
6. Деми Схюрс

 Триатлон
1. Митч Колкман[англ.]
2. Рихард Мюррай[англ.]
3. Рахел Кламер
4. Майя Кингма[англ.]

 Фехтование
1. Тристан Тюлен[англ.]*

 Хоккей на траве
1. Йип Янссен[англ.]
2. Ларс Балк[англ.]
3. Йонас де Хёс[англ.]
4. Тейс ван Дам[англ.]
5. Тьерри Бринкман[англ.]
6. Сев ван Асс[англ.]
7. Йоррит Крон[англ.]
8. Юстен Блок[англ.]
9. Дерк де Вилдер[англ.]
10. Флорис Фортелбур[англ.]
11. Тьеп Худемакерс[англ.]
12. Кун Бейен[англ.]
13. Йоэп де Мол[англ.]
14. Пирмин Блак[англ.]
15. Теймен Рейенга[англ.]
16. Дуко Телгенкамп[англ.]
17. Флорис Миддендорп[англ.]
18. Стейн ван Хейнинген[англ.]
19. Анне Венендаль[англ.]
20. Луна Фокке[англ.]
21. Фреке Мус[англ.]
22. Лиза Пост[англ.]
23. Ксан де Вард[англ.]
24. Йибби Янсен[англ.]
25. Рене ван Ларховен[англ.]
26. Фелисе Алберс[англ.]
27. Мария Вершор[англ.]
28. Санне Колен[англ.]
29. Фредерика Матла[англ.]
30. Йоше Бург[англ.]
31. Марлен Йохемс[англ.]
32. Пин Сандерс[англ.]
33. Марейн Вен[англ.]
34. Лаура Нуннинк[англ.]
35. Пин Дике[англ.]

## Академическая гребля
Нидерланды завоевали деcять квот на участие в олимпийских соревнованиях по академической гребле на Чемпионате мира по академической гребле 2023 года в Белграде, Сербия.
Мужчины
| Спортсмен | Дисциплина         | Заезд   | Заезд    | Утеш. заезд | Утеш. заезд | Четвертьфиналы | Четвертьфиналы | Полуфиналы | Полуфиналы | Финалы  | Финалы |
| Спортсмен | Дисциплина         | Время   | Место    | Время       | Место       | Время          | Место          | Время      | Место      | Время   | Место  |
| --- | ------------------ | ------- | -------- | ----------- | ----------- | -------------- | -------------- | ---------- | ---------- | ------- | ------ |
| Симон ван Дорп | Одиночки           | 6.49,93 | 1 QF     | —           | —           | 6.49,96        | 1 Q SA/B       | 6.42,39    | 1 Q FA     | 6.44,72 | 3      |
| Мелвин Твеллар Стефан Брунинк                                                                                                   | Двойки парные      | 6.14,13 | 1 Q SA/B | —           | —           | —              | —              | 6.13,60    | 1 Q FA     | 6.13,92 | 2      |
| Эли Брауер Гус Молле Нельсон Ритсема Рик Риенкс                                                                                 | Четвёрки распашные | 6.08,75 | 4 R      | 5.56,68     | 4 Q FB      | —              | —              | —          | —          | 5.56,35 | 7      |
| Леннарт ван Лироп Финн Флорейн Тони Витен Кун Метсемакерс                                                                       | Четвёрки парные    | 5.41,69 | 1 FA     | —           | —           | —              | —              | —          | —          | 5.42,00 | 1      |
| Ральф Ринкс Олав Моленар Сандер де Граф Рубен Кнаб Герт-Ян ван Дорн Якоб ван де Керкоф Ян ван дер Бей Мик Маккер Диувке Феттер* | Восьмёрки          | 5.31,82 | 2 R      | 5.27,58     | 1 Q FA      | —              | —              | —          | —          | 5.23,92 | 2      |

Женщины
| Спортсмен                                                      | Дисциплина         | Заезд   | Заезд    | Утеш. заезд | Утеш. заезд | Четвертьфиналы | Четвертьфиналы | Полуфиналы | Полуфиналы | Финалы  | Финалы |
| Спортсмен                                                      | Дисциплина         | Время   | Место    | Время       | Место       | Время          | Место          | Время      | Место      | Время   | Место  |
| -------------------------------------------------------------- | ------------------ | ------- | -------- | ----------- | ----------- | -------------- | -------------- | ---------- | ---------- | ------- | ------ |
| Каролин Флорейн                                                | Одиночки           | 7.36,90 | 1 QF     | —           | —           | 7.29,07        | 1 Q SA/B       | 7.21,26    | 1 Q FA     | 7.17,28 | 1      |
| Имкье Клеверинг Вероник Местер                                 | Двойки распашные   | 7.17,81 | 1 Q SA/B | —           | —           | —              | —              | 7.10,16    | 1 Q FA     | 6.58,67 | 1      |
| Мартине Велдхёйс Лиза Схенард                                  | Двойки парные      | 7.04,56 | 4 R      | 7.08,42     | 1 Q SA/B    | —              | —              | 6.50,20    | 2 Q FA     | 6.54,24 | 4      |
| Марлус Олдебург Хермейнтье Дрент Тинка Офферейнс Бенте Бонстра | Четвёрки распашные | 6.43,71 | 1 Q FA   | —           | —           | —              | —              | —          | —          | 6.27,13 | 1      |
| Лайла Юссифу Бенте Паулис Рос де Йонг Тесса Дюллеманс          | Четвёрки парные    | 6.17,12 | 1 Q FA   | —           | —           | —              | —              | —          | —          | 6.16,46 | 2      |

Легенда: FA=Финал А (медали); FB=Финал В; FC=Финал С; FD=Финал D; FE=Финал E; FF=Финал F; SA/B=Полуфиналы A/B; SC/D=Полуфиналы C/D; SE/F=Полуфиналы E/F; QF=Четвертьфиналы; R=Утешительные заезды *=рулевой

## Бадминтон
Нидерланды завоевали две квоты на участие в олимпийском турнире по бадминтону в соответствии с Олимпийским рейтингом BWF, но национальная федерация решила отказаться от квоты в мужских индивидуальных соревнованиях.
| Спортсмен                 | Категория | Группы                                                          | Группы                                   | Группы                                            | Группы | Четвертьфиналы        | Полуфиналы            | Финал / За 3 место    | Финал / За 3 место    |
| Спортсмен                 | Категория | Соперник Счёт                                                   | Соперник Счёт                            | Соперник Счёт                                     | Место  | Соперник Счёт         | Соперник Счёт         | Соперник Счёт         | Место                 |
| ------------------------- | --------- | --------------------------------------------------------------- | ---------------------------------------- | ------------------------------------------------- | ------ | --------------------- | --------------------- | --------------------- | --------------------- |
| Робин Табелинг Селена Пик | Микст     | THAДечапол Пуаваранукрох / Сапсири Таераттаначай П 14–21, 16–21 | KORСо Сын Чэ / Чхэ Ю Чжон П 16–21, 12–21 | ALGКосейла Маммери / Танина Маммери В 21–18, 21–9 | 3      | завершили выступление | завершили выступление | завершили выступление | завершили выступление |

## Баскетбол 3×3
Мужская сборная Нидерландов по баскетболу 3х3 завоевала право выступить в олимпийском турнире, выиграв Универсальный олимпийский квалификационный турнир 2024 года в Уцуномии, Япония.
| Команда    | Соревнование   | Групповая стадия | Групповая стадия | Групповая стадия | Групповая стадия | Групповая стадия | Групповая стадия | Групповая стадия | Групповая стадия | Четвертьфиналы | Полуфиналы    | Финал / Матч за 3 место | Финал / Матч за 3 место |
| Команда    | Соревнование   | Соперник Счёт    | Соперник Счёт    | Соперник Счёт    | Соперник Счёт    | Соперник Счёт    | Соперник Счёт    | Соперник Счёт    | Место            | Соперник Счёт  | Соперник Счёт | Соперник Счёт           | Место                   |
| ---------- | -------------- | ---------------- | ---------------- | ---------------- | ---------------- | ---------------- | ---------------- | ---------------- | ---------------- | -------------- | ------------- | ----------------------- | ----------------------- |
| Нидерланды | Мужской турнир | Китай В 21–16    | Латвия П 12–21   | Сербия П 19–21   | Франция В 20–13  | Польша В 21–17   | Литва В 19–18    | США В 21–6       | 2 Q              | —              | Литва В 20–9  | Франция В 18–17OT       | 1                       |

#### Мужской турнир
Состав команды
- Уорти де Йонг[англ.]
- Арвин Слагтер[англ.]
- Ян Дриссен[англ.]
- Димео ван дер Хорст[англ.]

## Бокс
Нидерланды завоевали одно место в женский турнир на Первом мировом Олимпийском квалификационном турнире 2024 года в Бусто-Арсицио, Италия.
| Спортсмен    | Категория        | 1/16 финала        | 1/8 финала          | Четвертьфиналы            | Полуфиналы            | Финал                 | Финал                 |
| Спортсмен    | Категория        | Соперник Результат | Соперник Результат  | Соперник Результат        | Соперник Результат    | Соперник Результат    | Место                 |
| ------------ | ---------------- | ------------------ | ------------------- | ------------------------- | --------------------- | --------------------- | --------------------- |
| Челси Хейнен | Женщины до 60 кг | —                  | PRKВон Ун Гён В 4–1 | BRAБеатрис Феррейра П 0–5 | завершила выступление | завершила выступление | завершила выступление |

## Брейкинг
Нидерланды завоевали одно место в олимпийский турнир девушек по брейкингу на Европейских играх 2023 года в Новы-Сонч, Польша и два места в турнир юношей по результатам Олимпийской квалификационной серии 2024 года.
| Спортсмен      | Ник   | Категория | Квалификация          | Групповой этап          | Групповой этап        | Групповой этап        | Групповой этап | Четвертьфинал            | Полуфинал            | Финал/ За 3 место    | Финал/ За 3 место    |
| Спортсмен      | Ник   | Категория | Соперник Результат    | Соперник Результат      | Соперник Результат    | Соперник Результат    | Место          | Соперник Результат       | Соперник Результат   | Соперник Результат   | Место                |
| -------------- | ----- | --------- | --------------------- | ----------------------- | --------------------- | --------------------- | -------------- | ------------------------ | -------------------- | -------------------- | -------------------- |
| Ли-Лу Демьер   | Lee   | Би-бои    | —                     | KORКим Хон Ю В 2–0      | USAДжеффри Луис П 0–2 | FRAГаэтан Ален В 2–0  | 2 Q            | CANФилип Ким П 0–3       | завершил выступление | завершил выступление | завершил выступление |
| Менно ван Горп | Menno | Би-бои    | —                     | KAZАмир Закиров В 2–0   | TPEСунь Чэнь В 2–0    | MARБилал Маллах В 2–0 | 1 Q            | JPNСигэюки Накараи П 0–3 | завершил выступление | завершил выступление | завершил выступление |
| Индия Сарджо   | India | Би-гёрлз  | EORМанижа Талаш В 3–0 | PORВанесса Марина В 2–0 | USAСанни Чои В 2–0    | CHNЛю Цинъи В 2–0     | 1 Q            | JPNАюми Фукусима В 2–1   | JPNАми Юаса П 1–2    | CHNЛю Цинъи П 1–2    | 4                    |

## Велоспорт

### Шоссейные велогонки
Нидерланды получили по рейтингу UCI три места в мужской и четыре в женской групповых гонках на шоссе, а также по одному месту в мужской и женской индивидуальных гонках с раздельным стартом. Ещё одно место в женской индивидуальной гонке Нидерланды получили по результатам Чемпионата мира по шоссейным велогонкам 2023 года в Глазго, Великобритания.
Мужчины
| Спортсмен         | Дисциплина                 | Время    | Место |
| ----------------- | -------------------------- | -------- | ----- |
| Дан Холе          | Групповая гонка            | 6:41.17  | 72    |
| Дилан ван Барле   | Групповая гонка            | 6:23.16  | 36    |
| Матье ван дер Пул | Групповая гонка            | 6:21.23  | 12    |
| Дан Холе          | Гонка с раздельным стартом | 38.06,68 | 17    |

Женщины
| Спортсмен      | Дисциплина                 | Время    | Место |
| -------------- | -------------------------- | -------- | ----- |
| Эллен ван Дейк | Групповая гонка            | 4:08.14  | 58    |
| Деми Воллеринг | Групповая гонка            | 4:08.14  | 58    |
| Марианна Вос   | Групповая гонка            | 4:00.21  | 2     |
| Лорена Вибес   | Групповая гонка            | 4:02.54  | 11    |
| Эллен ван Дейк | Гонка с раздельным стартом | 42.21,76 | 11    |
| Деми Воллеринг | Гонка с раздельным стартом | 41.29,80 | 5     |

### Велотрек
Нидерланды завоевали в соответствии с олимпийским рейтингом UCI право выставить команды из трёх человек в мужских и женских спринтерских дисциплинах, а также по одному участнику в омниуме и команде в мэдисоне у мужчин и женщин.
Командный спринт
| Спортсмен                                          | Дисциплина | Квалификация | Квалификация | Полуфиналы                      | Полуфиналы | Финал                                   | Финал |
| Спортсмен                                          | Дисциплина | Время        | Место        | Соперник Время                  | Место      | Соперник Время                          | Место |
| -------------------------------------------------- | ---------- | ------------ | ------------ | ------------------------------- | ---------- | --------------------------------------- | ----- |
| Харри Лаврейсен Джеффри Хогланд Рой ван ден Берг   | Мужчины    | 41,279 NR    | 1            | Канада · В 41,191 WR – · 43,666 | 1 Q FA     | Великобритания · В 40,949 WR – · 41,814 | 1     |
| Кира Ламберинк Хетти ван де Вау Стеффи ван дер Пет | Женщины    | 46,086       | 4            | Китай · В 45,798 – · 46,362     | 1 Q FB     | Германия · П 45,690 – · 45,400          | 4     |

Легенды: FA=Финал; FB=За 3 место
Спринт
| Спортсмен          | Дисциплина | Квалификация | Квалификация | Раунд 1            | Утеш. 1                           | Раунд 2          | Утеш 2          | Раунд 3               | Утеш. 3               | Четвертьфиналы            | Полуфиналы                    | Финал / За 3 место        | Финал / За 3 место    |
| Спортсмен          | Дисциплина | Время        | Место        | Соперник Время     | Соперник Время                    | Соперник Время   | Соперник Время  | Соперник Время        | Соперник Время        | Соперник Время            | Соперник Время                | Соперник Время            | Место                 |
| ------------------ | ---------- | ------------ | ------------ | ------------------ | --------------------------------- | ---------------- | --------------- | --------------------- | --------------------- | ------------------------- | ----------------------------- | ------------------------- | --------------------- |
| Харри Лаврейсен    | Мужчины    | 9,098 WR     | 1 Q          | GERМ. Дёрнбах В Q  | —                                 | FRAР.Элаль В Q   | —               | JPNЮ. Обара В Q       | —                     | POLМатеуш Рудык В 2–0 Q   | GBRДжек Карлин В 2–0 Q        | AUSМэттью Ричардсон В 2–0 | 1                     |
| Джеффри Хогланд    | Мужчины    | 9,293        | 6 Q          | LTUВ. Лендел В Q   | —                                 | POLМ. Рудык В Q  | —               | MALА. Аванг В Q       | —                     | GBRХэмиш Тернбулл В 2–1 Q | AUSМэттью Ричардсон П 0–2 Q B | GBRДжек Карлин П 1–2      | 4                     |
| Стеффи ван дер Пет | Женщины    | 10,471       | 14 Q         | AUSК. Клонан П     | CHNБао Шаньцзюй MEXЮ. Вердуго В Q | GBRЭ. Финукейн П | CANК. Митчелл П | завершила выступление | завершила выступление | завершила выступление     | завершила выступление         | завершила выступление     | завершила выступление |
| Хетти ван де Вау   | Женщины    | 10,263       | 8 Q          | MEXД. Гаксиола В Q | —                                 | NZLШ. Фултон В Q | —               | FRAМ. Гро В Q         | —                     | GBRСофи Кейпвелл В 2–0 Q  | GERЛеа Фридрих П 1–2 Q B      | GBRЭмма Финукейн П 0–2    | 4                     |

Кейрин
| Спортсмен          | Дисциплина | Раунд 1 | Утеш. | Четвертьфиналы | Полуфиналы           | Финал                |
| Спортсмен          | Дисциплина | Место   | Место | Место          | Место                | Место                |
| ------------------ | ---------- | ------- | ----- | -------------- | -------------------- | -------------------- |
| Харри Лаврейсен    | Мужчины    | 1 Q     | —     | 1 Q            | 2 Q FA               | 1                    |
| Джеффри Хогланд    | Мужчины    | 2 Q     | —     | 5              | завершил выступление | завершил выступление |
| Стеффи ван дер Пет | Женщины    | 3 R     | 2 Q   | 4 Q            | 4 Q FB               | 10                   |
| Хетти ван де Вау   | Женщины    | 1 Q     | —     | 1 Q            | 1 Q FA               | 2                    |

Омниум
| Спортсмен          | Дисциплина | Скрэтч | Скрэтч | Темповая гонка | Темповая гонка | Гонка с выбыванием | Гонка с выбыванием | Гонка по очкам | Гонка по очкам | Всего | Всего |
| Спортсмен          | Дисциплина | Очки   | Место  | Очки           | Место          | Очки               | Место              | Очки           | Место          | Очки  | Место |
| ------------------ | ---------- | ------ | ------ | -------------- | -------------- | ------------------ | ------------------ | -------------- | -------------- | ----- | ----- |
| Ян-Виллем ван Схип | Мужчины    | 34     | 4      | 16             | 13             | 1                  | 21                 | 0              | 15             | 51    | 15    |
| Майке ван дер Дёйн | Женщины    | 34     | 4      | 2              | 20             | 28                 | 7                  | 42             | 4              | 106   | 6     |

Мэдисон
| Спортсмены                        | Дисциплина | Очки | Круги | Место |
| --------------------------------- | ---------- | ---- | ----- | ----- |
| Юри Хавик Ян-Виллем ван Схип      | Мужчины    | DSQ  | DSQ   | DSQ   |
| Лиза ван Белле Майке ван дер Дёйн | Женщины    | 28   | 20    | 3     |

### Маунтинбайк
Нидерланды завоевали два места в женские соревнования по маунтинбайку в соответствии с Олимпийским квалификационным рейтингом UCI.
| Спортсмен     | Категория | Время   | Место |
| ------------- | --------- | ------- | ----- |
| Пак Питерсе   | Женщины   | 1:29.25 | 4     |
| Анне Терпстра | Женщины   | 1:31.35 | 9     |

### BMX
BMX-гонки
Нидерланды завоевали два места в мужские и три места в женские BMX-гонки в соответствии с Олимпийским квалификационным рейтингом UCI.
| Спортсмен         | Дисциплина | Четвертьфиналы | Четвертьфиналы | Утеш. заезд | Утеш. заезд | Полуфиналы           | Полуфиналы           | Финал                 | Финал                 |
| Спортсмен         | Дисциплина | Баллы          | Место          | Время       | Место       | Баллы                | Место                | Время                 | Место                 |
| ----------------- | ---------- | -------------- | -------------- | ----------- | ----------- | -------------------- | -------------------- | --------------------- | --------------------- |
| Дэйв ван дер Бург | Мужчины    | 16             | 15 q           | 34,818      | 5           | завершил выступление | завершил выступление | завершил выступление  | завершил выступление  |
| Яймио Бринк       | Мужчины    | 17             | 17 q           | 34,253      | 4 Q         | 17                   | 10                   | завершил выступление  | завершил выступление  |
| Манон Венстра     | Женщины    | 7              | 5 Q            | —           | —           | 9                    | 3 Q                  | 34,954                | 2                     |
| Лаура Смулдерс    | Женщины    | 8              | 6 Q            | —           | —           | 9                    | 4 Q                  | 35,745                | 4                     |
| Мерел Смулдерс    | Женщины    | 11             | 10 Q           | —           | —           | 19                   | 12                   | завершила выступление | завершила выступление |

## Водное поло
Женская сборная Нидерландов по водному поло получила право на участие в олимпийском турнире, выиграв Чемпионат мира по водным видам спорта 2023 года в Фукуоке, Япония.
| Команда    | Соревнование   | Групповая стадия | Групповая стадия | Групповая стадия     | Групповая стадия | Групповая стадия | Четвертьфиналы | Полуфиналы         | Финал / За 3 место | Финал / За 3 место |
| Команда    | Соревнование   | Соперник Счёт    | Соперник Счёт    | Соперник Счёт        | Соперник Счёт    | Место            | Соперник Счёт  | Соперник Счёт      | Соперник Счёт      | Место              |
| ---------- | -------------- | ---------------- | ---------------- | -------------------- | ---------------- | ---------------- | -------------- | ------------------ | ------------------ | ------------------ |
| Нидерланды | Женский турнир | Венгрия В 10–8   | Китай В 15–11    | Австралия П 14–15ПЕН | Канада В 20–11   | 2 Q              | Италия В 11–8  | Испания П 18–19ПЕН | США В 11–10        | 3                  |

### Женский турнир
Состав команды
Состав команды был объявлен 19 июня  2024 года.
Тренер:  Евангелос Дудесис
- Лаура Артс[англ.] (К) З
- Ирис Волвес[англ.] ЦН
- Бригитте Слекинг[англ.]* Д
- Сабрина ван дер Слот[англ.] (К) Д
- Мартье Кюнинг[англ.]* ПЗ
- Симоне ван де Кратс[англ.] ПЗ
- Бенте Рогге[англ.] ЦЗ
- Вивиан Севених[англ.] ЦН
- Китти-Линн Яустра[англ.] ЦН
- Лике Рогге[англ.]* Д
- Лола Молхёйзен[англ.] Д
- Нина тен Брук[англ.] ЦЗ
- Сара Бёйс[англ.]* В

Групповой этап
| Поз | Команда    | И | В | ВПЕН | ППЕН | П | МЗ | МП | РМ  | О  | Квалификация   |
| --- | ---------- | - | - | ---- | ---- | - | -- | -- | --- | -- | -------------- |
| 1   | Австралия  | 4 | 2 | 2    | 0    | 0 | 33 | 28 | +5  | 10 | Четвертьфиналы |
| 2   | Нидерланды | 4 | 3 | 0    | 1    | 0 | 52 | 37 | +15 | 10 | Четвертьфиналы |
| 3   | Венгрия    | 4 | 2 | 0    | 1    | 1 | 46 | 37 | +9  | 7  | Четвертьфиналы |
| 4   | Канада     | 4 | 1 | 0    | 0    | 3 | 37 | 49 | −12 | 3  | Четвертьфиналы |
| 5   | Китай      | 4 | 0 | 0    | 0    | 4 | 34 | 51 | −17 | 0  |                |

| 27 июля 2024 14:00 | \| Нидерланды \| 10:8 протокол \| Венгрия \| \| Рогге 3 \| Голы \| Валий 3 \| | Париж Акватик центр Судьи: Алессиа Феррари (Италия), Себастьян Дервю (Франция) |
| Нидерланды         | 10:8 протокол                                                                 | Венгрия                                                                        |
| Рогге 3            | Голы                                                                          | Валий 3                                                                        |

| 29 июля 2024 18:30 | \| Китай \| 11:15 протокол \| Нидерланды \| \| три игрока по 2 \| Голы \| Кюнинг, Ван дер Слот по 3 \| | Париж Акватик центр Судьи: Алессиа Феррари (Италия), Чисато Курасаки (Япония) |
| Китай              | 11:15 протокол                                                                                         | Нидерланды                                                                    |
| три игрока по 2    | Голы                                                                                                   | Кюнинг, Ван дер Слот по 3                                                     |

| 31 июля 2024 14:00              | \| Нидерланды \| 7:7 п. 7:8 протокол \| Австралия \| \| Ван де Кратс, Ван дер Слот по 2 \| Голы \| Грин, Уильямс по 2 \| | Париж Акватик центр Судьи: Дженнифер Макколл (США), Наталья Маркополу (Греция) |
| Нидерланды                      | 7:7 п. 7:8 протокол | Австралия                                                                      |
| Ван де Кратс, Ван дер Слот по 2 | Голы | Грин, Уильямс по 2                                                             |

| 4 августа 2024 18:30 | \| Канада \| 11:20 протокол \| Нидерланды \| \| Бакоч 3 \| Голы \| Л. Рогге 5 \| | Париж Акватик центр Судьи: Дженнифер Макколл (США), Орели Бланшар (Франция) |
| Канада               | 11:20 протокол                                                                   | Нидерланды                                                                  |
| Бакоч 3              | Голы                                                                             | Л. Рогге 5                                                                  |

Четвертьфинал
| 6 августа 2024 15:35 | \| Нидерланды \| 11 : 8 протокол \| Италия \| \| четыре игрока по 2 \| Голы \| Марлетта 3 \| | Пари-Ла-Дефанс Арена Судьи: Дженнифер Маккол (США), Нора Дебрецени (Венгрия) |
| Нидерланды           | 11 : 8 протокол                                                                              | Италия                                                                       |
| четыре игрока по 2   | Голы                                                                                         | Марлетта 3                                                                   |

Полуфинал
| 8 августа 2024 14:35 | \| Нидерланды \| 14 : 14 п. 4:5 протокол \| Испания \| \| Ван де Кратс 4 \| Голы \| Форка 5 \| | Пари-Ла-Дефанс Арена Судьи: Борис Маргета (Словения), Алессиа Феррари (Италия) |
| Нидерланды           | 14 : 14 п. 4:5 протокол                                                                        | Испания                                                                        |
| Ван де Кратс 4       | Голы                                                                                           | Форка 5                                                                        |

Матч за 3 место
| 10 августа 2024 10:35 | \| США \| 10 : 11 протокол \| Нидерланды \| \| три игрока по 2 \| Голы \| Ван дер Слот 6 \| | Пари-Ла-Дефанс Арена Судьи: Марта Кабаньяс (Испания), Рафаэле Коломбо (Италия) |
| США                   | 10 : 11 протокол                                                                            | Нидерланды                                                                     |
| три игрока по 2       | Голы                                                                                        | Ван дер Слот 6                                                                 |

## Волейбол
Женская волейбольная команда Нидерландов получила право участвовать в олимпийском турнире на основании Мирового рейтинга FIVB.
| Команда    | Соревнование   | Групповая стадия | Групповая стадия | Групповая стадия               | Групповая стадия | Четвертьфиналы        | Полуфиналы            | Финал / Матч за 3 место | Финал / Матч за 3 место |
| Команда    | Соревнование   | Соперник Счёт    | Соперник Счёт    | Соперник Счёт                  | Место            | Соперник Счёт         | Соперник Счёт         | Соперник Счёт           | Место                   |
| ---------- | -------------- | ---------------- | ---------------- | ------------------------------ | ---------------- | --------------------- | --------------------- | ----------------------- | ----------------------- |
| Нидерланды | Женский турнир | Турция П 2–3     | Италия П 0–3     | Доминиканская Республика П 1–3 | 4                | завершили выступление | завершили выступление | завершили выступление   | завершили выступление   |

### Женский турнир
Состав команды
Главный тренер: Феликс Козловски (Германия), тренеры: Эрик Мейер, Хиль Феррер Кутиньо (Куба). 
Групповой этап
|                             | Матчи | Матчи | Очки | Сеты | Сеты | Сеты  | Мячи | Мячи | Мячи  |
| В                           | П     | В     | Очки | П    | В:П  | В     | П    | В:П  |       |
| --------------------------- | ----- | ----- | ---- | ---- | ---- | ----- | ---- | ---- | ----- |
| 1. Италия                   | 3     | 0     | 9    | 9    | 1    | 9,000 | 253  | 199  | 1,271 |
| 2. Турция                   | 2     | 1     | 5    | 6    | 6    | 1,000 | 250  | 262  | 0,954 |
| 3. Доминиканская Республика | 1     | 2     | 3    | 5    | 7    | 0,714 | 264  | 284  | 0,930 |
| 4. Нидерланды               | 0     | 3     | 1    | 3    | 9    | 0,333 | 260  | 282  | 0,922 |

| 29 июля 9:00 (UTC+2) |

| Турция                                       | 3:2  | Нидерланды            |
| (19:25, 19:25, 25:22, 25:22, 15:13) Отчёт P2 |      |                       |
| Варгас 30                                    | Очки | 15 Кноллема, Далдероп |

| Париж, Paris Sud 1 Зрителей: 9471 Судьи: Денни Сеспедес (Доминиканская Респ.), Стефано Чезаре (Италия) |

| 1 августа 17:00 (UTC+2) |

| Италия                         | 3:0  | Нидерланды  |
| (29:27, 25:18, 25:19) Отчёт P2 |      |             |
| Антропова 33                   | Очки | 13 Далдероп |

| Париж, Paris Sud 1 Зрителей: 9400 Судьи: Анжела Грасс (Бразилия), Сумиэ Миои (Япония) |

| 3 августа 9:00 (UTC+2) |

| Нидерланды                            | 1:3  | Доминиканская Республика |
| (25:22, 21:25, 17:25, 26:28) Отчёт P2 |      |                          |
| Плак, Далдероп 12                     | Очки | 28 Пенья                 |

| Париж, South Paris Arena 1 Зрителей: 9433 Судьи: Скотт Дзиевирз (Канада), Ивайло Иванов (Болгария) |

## Гандбол
Женская сборная Нидерландов по гандболу завоевала право участвовать в олимпийском турнире, выиграв олимпийский квалификационный турнир 2024 года в Торревьехе, Испания
| Команда    | Соревнование   | Групповая стадия | Групповая стадия | Групповая стадия | Групповая стадия | Групповая стадия | Групповая стадия | Четвертьфиналы | Полуфиналы            | Финал / За 3 место    | Финал / За 3 место    |
| Команда    | Соревнование   | Соперник Счёт    | Соперник Счёт    | Соперник Счёт    | Соперник Счёт    | Соперник Счёт    | Место            | Соперник Счёт  | Соперник Счёт         | Соперник Счёт         | Место                 |
| ---------- | -------------- | ---------------- | ---------------- | ---------------- | ---------------- | ---------------- | ---------------- | -------------- | --------------------- | --------------------- | --------------------- |
| Нидерланды | Женский турнир | Ангола В 34–31   | Франция П 28–32  | Испания В 29–24  | Бразилия В 31–24 | Венгрия В 30–26  | 2 Q              | Дания П 25–29  | завершили выступление | завершили выступление | завершили выступление |

### Женский турнир
Состав команды
Состав команды был объявлен 8 июля 2024 года.
Тренер:  Пер Юханссон
- Лаура ван дер Хейден[англ.] ПП
- Лойс Аббинг ЛП
- Ларисса Нюссер[англ.] Р
- Бо ван Ветеринг[англ.] ПК
- Юдит ван дер Хелм[англ.] ЛП
- Тамара Хаггерти[англ.] Л
- Ким Моленар[англ.] ЛП
- Келли Дюлфер[англ.] ЛП
- Ангела Малестейн[англ.] ПК
- Ринка Дёйндам[англ.] ГК
- Яра тен Холте[англ.] ГК
- Никита ван дер Влит[англ.] Л
- Дионе Шоушер[англ.] ПП
- Эставана Полман Р

Групповой этап
| Поз | Команда     | И | В | Н | П | МЗ  | МП  | РМ  | О  | Квалификация   |
| --- | ----------- | - | - | - | - | --- | --- | --- | -- | -------------- |
| 1   | Франция (Х) | 5 | 5 | 0 | 0 | 159 | 124 | +35 | 10 | Четвертьфиналы |
| 2   | Нидерланды  | 5 | 4 | 0 | 1 | 152 | 137 | +15 | 8  | Четвертьфиналы |
| 3   | Венгрия     | 5 | 2 | 1 | 2 | 137 | 140 | −3  | 5  | Четвертьфиналы |
| 4   | Бразилия    | 5 | 2 | 0 | 3 | 127 | 119 | +8  | 4  | Четвертьфиналы |
| 5   | Ангола      | 5 | 1 | 1 | 3 | 131 | 154 | −23 | 3  |                |
| 6   | Испания     | 5 | 0 | 0 | 5 | 111 | 143 | −32 | 0  |                |

| 25 июля 2024 11:00 | Нидерланды             | 34 : 31   | Ангола               | Арена 6 Южный Париж, Париж Зрителей: 5765 Судьи: Куттлер, Мерц (GER) |
| 25 июля 2024 11:00 | Малестейн, Полман по 8 | (19 : 18) | Ненганга, Паулу по 6 | Арена 6 Южный Париж, Париж Зрителей: 5765 Судьи: Куттлер, Мерц (GER) |
| 25 июля 2024 11:00 | 1×                     | протокол  | 3×                   | Арена 6 Южный Париж, Париж Зрителей: 5765 Судьи: Куттлер, Мерц (GER) |

| 28 июля 2024 21:00 | Франция      | 32 : 28   | Нидерланды  | Арена 6 Южный Париж, Париж Зрителей: 5748 Судьи: Лах, Сок (SLO) |
| 28 июля 2024 21:00 | Валантини 10 | (17 : 14) | Малестейн 7 | Арена 6 Южный Париж, Париж Зрителей: 5748 Судьи: Лах, Сок (SLO) |
| 28 июля 2024 21:00 | 2×           | протокол  | 2×          | Арена 6 Южный Париж, Париж Зрителей: 5748 Судьи: Лах, Сок (SLO) |

| 30 июля 2024 15:00 | Нидерланды     | 29 : 24   | Испания | Арена 6 Южный Париж, Париж Зрителей: 5834 Судьи: Хансен, Мадсен (DEN) |
| 30 июля 2024 15:00 | ван Ветеринг 5 | (14 : 12) | Аркос 6 | Арена 6 Южный Париж, Париж Зрителей: 5834 Судьи: Хансен, Мадсен (DEN) |
| 30 июля 2024 15:00 | 1×             | протокол  | 2× 1×   | Арена 6 Южный Париж, Париж Зрителей: 5834 Судьи: Хансен, Мадсен (DEN) |

| 1 августа 2024 09:00 | Нидерланды     | 31 : 24  | Бразилия | Арена 6 Южный Париж, Париж Зрителей: 5653 Судьи: А. Конжичанин, Д. Конжичанин (Босния и Герцеговина) |
| 1 августа 2024 09:00 | ван Ветеринг 6 | (17:13)  | Битоло 7 | Арена 6 Южный Париж, Париж Зрителей: 5653 Судьи: А. Конжичанин, Д. Конжичанин (Босния и Герцеговина) |
| 1 августа 2024 09:00 | 1×             | протокол | 3× 1×    | Арена 6 Южный Париж, Париж Зрителей: 5653 Судьи: А. Конжичанин, Д. Конжичанин (Босния и Герцеговина) |

| 3 августа 2024 09:00 | Венгрия                   | 27 : 30  | Нидерланды | Арена 6 Южный Париж, Париж Зрителей: 5841 Судьи: Ш. Бонавантюра, Ж. Бонавантюра (FRA) |
| 3 августа 2024 09:00 | Дьёри-Лукач, Клуйбер по 5 | (16:19)  | Аббинг 7   | Арена 6 Южный Париж, Париж Зрителей: 5841 Судьи: Ш. Бонавантюра, Ж. Бонавантюра (FRA) |
| 3 августа 2024 09:00 | 4× 1×                     | протокол | 3×         | Арена 6 Южный Париж, Париж Зрителей: 5841 Судьи: Ш. Бонавантюра, Ж. Бонавантюра (FRA) |

Четвертьфинал
| 6 августа 2024 09:30 | Дания              | 29 : 25  | Нидерланды                 | Стадион «Пьер Моруа», Лилль Зрителей: 20 372 Судьи: Куртагич, Веттервик (SWE) |
| 6 августа 2024 09:30 | Фриис, Хансен по 6 | (11:10)  | Хаусхер, ван Ветеринг по 7 | Стадион «Пьер Моруа», Лилль Зрителей: 20 372 Судьи: Куртагич, Веттервик (SWE) |
| 6 августа 2024 09:30 | 5× 1×              | протокол | 5×                         | Стадион «Пьер Моруа», Лилль Зрителей: 20 372 Судьи: Куртагич, Веттервик (SWE) |

## Гимнастика спортивная
Нидерланды завоевали максимальную квоту на участие в мужском и женском олимпийских турнирах по спортивной гимнастике на Чемпионате мира по спортивной гимнастике 2023 года в Антверпене, Бельгия.

### Мужчины
| Спортсмен        | Дисциплина          | Квалификация                  | Квалификация                  | Квалификация                  | Квалификация                  | Квалификация                  | Квалификация                  | Квалификация                  | Квалификация                  | Финал                 | Финал                 | Финал                 | Финал                 | Финал                 | Финал                 | Финал                 | Финал                 |
| Спортсмен        | Дисциплина          | Снаряды                       | Снаряды                       | Снаряды                       | Снаряды                       | Снаряды                       | Снаряды                       | Всего                         | Место                         | Снаряды               | Снаряды               | Снаряды               | Снаряды               | Снаряды               | Снаряды               | Всего                 | Место                 |
| Спортсмен        | Дисциплина          | В                             | КН                            | КО                            | ОП                            | ПБ                            | П                             | Всего                         | Место                         | В                     | КН                    | КО                    | ОП                    | ПБ                    | П                     | Всего                 | Место                 |
| ---------------- | ------------------- | ----------------------------- | ----------------------------- | ----------------------------- | ----------------------------- | ----------------------------- | ----------------------------- | ----------------------------- | ----------------------------- | --------------------- | --------------------- | --------------------- | --------------------- | --------------------- | --------------------- | --------------------- | --------------------- |
| Лоран де Мунк    | Команды             | —                             | 14,766                        | —                             | —                             | 14,133                        | —                             | —                             | —                             | завершили выступление | завершили выступление | завершили выступление | завершили выступление | завершили выступление | завершили выступление | завершили выступление | завершили выступление |
| Франк Рейкен     | Команды             | 13,600                        | 13,400                        | 12,933                        | 13,300                        | 14,600                        | 13,400                        | 81,233                        | 23 Q                          | завершили выступление | завершили выступление | завершили выступление | завершили выступление | завершили выступление | завершили выступление | завершили выступление | завершили выступление |
| Йермайн Грюнберг | Команды             | 13,533                        | 11,800                        | 13,000                        | 13,833                        | 13,000                        | 11,766                        | 76,932                        | 43                            | завершили выступление | завершили выступление | завершили выступление | завершили выступление | завершили выступление | завершили выступление | завершили выступление | завершили выступление |
| Мартейн де Вер   | Команды             | 13,333                        | —                             | 13,200                        | 14,266                        | —                             | 13,466                        | —                             | —                             | завершили выступление | завершили выступление | завершили выступление | завершили выступление | завершили выступление | завершили выступление | завершили выступление | завершили выступление |
| Казимир Шмидт    | Команды             | 13,700                        | 13,300                        | 13,766                        | 13,900                        | 14,066                        | 13,366                        | 82,098                        | 17 Q                          | завершили выступление | завершили выступление | завершили выступление | завершили выступление | завершили выступление | завершили выступление | завершили выступление | завершили выступление |
| Всего            | Команды             | 40,833                        | 41,466                        | 39,966                        | 41,999                        | 42,799                        | 40,232                        | 247,295                       | 10                            | завершили выступление | завершили выступление | завершили выступление | завершили выступление | завершили выступление | завершили выступление | завершили выступление | завершили выступление |
| Лоран де Мунк    | Конь                | —                             | 14,766 Q                      | —                             | —                             | —                             | —                             | —                             | 8                             | —                     | 13,733                | —                     | —                     | —                     | —                     | 13,733                | 8                     |
| Лоран де Мунк    | Параллельные брусья | —                             | —                             | —                             | —                             | 14,133                        | —                             | —                             | 33                            | завершил выступление  | завершил выступление  | завершил выступление  | завершил выступление  | завершил выступление  | завершил выступление  | завершил выступление  | завершил выступление  |
| Франк Рейкен     | Многоборье          | См. выше командное многоборье | См. выше командное многоборье | См. выше командное многоборье | См. выше командное многоборье | См. выше командное многоборье | См. выше командное многоборье | См. выше командное многоборье | См. выше командное многоборье | 13,433                | 12,733                | 12,733                | 13,733                | 14,266                | 13,400                | 80,298                | 22                    |
| Франк Рейкен     | Вольные упражнения  | 13,600                        | —                             | —                             | —                             | —                             | —                             | —                             | 37                            | завершил выступление  | завершил выступление  | завершил выступление  | завершил выступление  | завершил выступление  | завершил выступление  | завершил выступление  | завершил выступление  |
| Франк Рейкен     | Конь                | —                             | 13,400                        | —                             | —                             | —                             | —                             | —                             | 35                            | завершил выступление  | завершил выступление  | завершил выступление  | завершил выступление  | завершил выступление  | завершил выступление  | завершил выступление  | завершил выступление  |
| Франк Рейкен     | Кольца              | —                             | —                             | 12,933                        | —                             | —                             | —                             | —                             | 52                            | завершил выступление  | завершил выступление  | завершил выступление  | завершил выступление  | завершил выступление  | завершил выступление  | завершил выступление  | завершил выступление  |
| Франк Рейкен     | Параллельные брусья | —                             | —                             | —                             | —                             | 14,600                        | —                             | —                             | 16                            | завершил выступление  | завершил выступление  | завершил выступление  | завершил выступление  | завершил выступление  | завершил выступление  | завершил выступление  | завершил выступление  |
| Франк Рейкен     | Перекладина         | —                             | —                             | —                             | —                             | —                             | 13,400                        | —                             | 31                            | завершил выступление  | завершил выступление  | завершил выступление  | завершил выступление  | завершил выступление  | завершил выступление  | завершил выступление  | завершил выступление  |
| Йермайн Грюнберг | Вольные упражнения  | 13,533                        | —                             | —                             | —                             | —                             | —                             | —                             | 40                            | завершил выступление  | завершил выступление  | завершил выступление  | завершил выступление  | завершил выступление  | завершил выступление  | завершил выступление  | завершил выступление  |
| Йермайн Грюнберг | Конь                | —                             | 11,800                        | —                             | —                             | —                             | —                             | —                             | 57                            | завершил выступление  | завершил выступление  | завершил выступление  | завершил выступление  | завершил выступление  | завершил выступление  | завершил выступление  | завершил выступление  |
| Йермайн Грюнберг | Кольца              | —                             | —                             | 13,000                        | —                             | —                             | —                             | —                             | 46                            | завершил выступление  | завершил выступление  | завершил выступление  | завершил выступление  | завершил выступление  | завершил выступление  | завершил выступление  | завершил выступление  |
| Йермайн Грюнберг | Параллельные брусья | —                             | —                             | —                             | —                             | 13,000                        | —                             | —                             | 58                            | завершил выступление  | завершил выступление  | завершил выступление  | завершил выступление  | завершил выступление  | завершил выступление  | завершил выступление  | завершил выступление  |
| Йермайн Грюнберг | Перекладина         | —                             | —                             | —                             | —                             | —                             | 11,766                        | —                             | 64                            | завершил выступление  | завершил выступление  | завершил выступление  | завершил выступление  | завершил выступление  | завершил выступление  | завершил выступление  | завершил выступление  |
| Мартейн де Вер   | Вольные упражнения  | 13,333                        | —                             | —                             | —                             | —                             | —                             | —                             | 47                            | завершил выступление  | завершил выступление  | завершил выступление  | завершил выступление  | завершил выступление  | завершил выступление  | завершил выступление  | завершил выступление  |
| Мартейн де Вер   | Кольца              | —                             | —                             | 13,200                        | —                             | —                             | —                             | —                             | 39                            | завершил выступление  | завершил выступление  | завершил выступление  | завершил выступление  | завершил выступление  | завершил выступление  | завершил выступление  | завершил выступление  |
| Мартейн де Вер   | Перекладина         | —                             | —                             | —                             | —                             | —                             | 13,466                        | —                             | 29                            | завершил выступление  | завершил выступление  | завершил выступление  | завершил выступление  | завершил выступление  | завершил выступление  | завершил выступление  | завершил выступление  |
| Казимир Шмидт    | Многоборье          | См. выше командное многоборье | См. выше командное многоборье | См. выше командное многоборье | См. выше командное многоборье | См. выше командное многоборье | См. выше командное многоборье | См. выше командное многоборье | См. выше командное многоборье | 13,666                | 13,900                | 13,833                | 14,400                | 13,633                | 13,066                | 82,498                | 13                    |
| Казимир Шмидт    | Вольные упражнения  | 13,700                        | —                             | —                             | —                             | —                             | —                             | —                             | 32                            | завершил выступление  | завершил выступление  | завершил выступление  | завершил выступление  | завершил выступление  | завершил выступление  | завершил выступление  | завершил выступление  |
| Казимир Шмидт    | Конь                | —                             | 13,300                        | —                             | —                             | —                             | —                             | —                             | 37                            | завершил выступление  | завершил выступление  | завершил выступление  | завершил выступление  | завершил выступление  | завершил выступление  | завершил выступление  | завершил выступление  |
| Казимир Шмидт    | Кольца              | —                             | —                             | 13,766                        | —                             | —                             | —                             | —                             | 20                            | завершил выступление  | завершил выступление  | завершил выступление  | завершил выступление  | завершил выступление  | завершил выступление  | завершил выступление  | завершил выступление  |
| Казимир Шмидт    | Опорный прыжок      | —                             | —                             | —                             | 14,150                        | —                             | —                             | —                             | 13                            | завершил выступление  | завершил выступление  | завершил выступление  | завершил выступление  | завершил выступление  | завершил выступление  | завершил выступление  | завершил выступление  |
| Казимир Шмидт    | Параллельные брусья | —                             | —                             | —                             | —                             | 14,066                        | —                             | —                             | 37                            | завершил выступление  | завершил выступление  | завершил выступление  | завершил выступление  | завершил выступление  | завершил выступление  | завершил выступление  | завершил выступление  |
| Казимир Шмидт    | Перекладина         | —                             | —                             | —                             | —                             | —                             | 13,366                        | —                             | 34                            | завершил выступление  | завершил выступление  | завершил выступление  | завершил выступление  | завершил выступление  | завершил выступление  | завершил выступление  | завершил выступление  |

### Женщины
| Спортсмен     | Дисциплина          | Квалификация                      | Квалификация                      | Квалификация                      | Квалификация                      | Квалификация                      | Квалификация                      | Финал                 | Финал                 | Финал                 | Финал                 | Финал                 | Финал                 |
| Спортсмен     | Дисциплина          | Снаряды                           | Снаряды                           | Снаряды                           | Снаряды                           | Всего                             | Место                             | Снаряды               | Снаряды               | Снаряды               | Снаряды               | Всего                 | Место                 |
| Спортсмен     | Дисциплина          | ОП                                | РБ                                | Б                                 | В                                 | Всего                             | Место                             | ОП                    | РБ                    | Б                     | В                     | Всего                 | Место                 |
| ------------- | ------------------- | --------------------------------- | --------------------------------- | --------------------------------- | --------------------------------- | --------------------------------- | --------------------------------- | --------------------- | --------------------- | --------------------- | --------------------- | --------------------- | --------------------- |
| Лике Веверс   | Команды             | 13,300                            | 12,566                            | 13,366                            | 12,300                            | 51,532                            | 32                                | завершили выступление | завершили выступление | завершили выступление | завершили выступление | завершили выступление | завершили выступление |
| Тиша Воллеман | Команды             | 13,133                            | 12,766                            | 12,500                            | 12,566                            | 50,965                            | 42                                | завершили выступление | завершили выступление | завершили выступление | завершили выступление | завершили выступление | завершили выступление |
| Санна Верман  | Команды             | 13,600                            | 14,400                            | —                                 | DNS                               | —                                 | —                                 | завершили выступление | завершили выступление | завершили выступление | завершили выступление | завершили выступление | завершили выступление |
| Наоми Виссер  | Команды             | 13,233                            | 14,266                            | 13,300                            | 12,233                            | 53,032                            | 21 Q                              | завершили выступление | завершили выступление | завершили выступление | завершили выступление | завершили выступление | завершили выступление |
| Санне Веверс  | Команды             | —                                 | —                                 | 13,766                            | —                                 | —                                 | —                                 | завершили выступление | завершили выступление | завершили выступление | завершили выступление | завершили выступление | завершили выступление |
| Всего         | Команды             | 40,133                            | 41,432                            | 40,432                            | 37,099                            | 159,096                           | 9                                 | завершили выступление | завершили выступление | завершили выступление | завершили выступление | завершили выступление | завершили выступление |
| Лике Веверс   | Разновысокие брусья | —                                 | 12,566                            | —                                 | —                                 | —                                 | 59                                | завершила выступление | завершила выступление | завершила выступление | завершила выступление | завершила выступление | завершила выступление |
| Лике Веверс   | Бревно              | —                                 | —                                 | 13,366                            | —                                 | —                                 | 24                                | завершила выступление | завершила выступление | завершила выступление | завершила выступление | завершила выступление | завершила выступление |
| Лике Веверс   | Вольные упражнения  | —                                 | —                                 | —                                 | 12,300                            | —                                 | 61                                | завершила выступление | завершила выступление | завершила выступление | завершила выступление | завершила выступление | завершила выступление |
| Тиша Воллеман | Разновысокие брусья | —                                 | 12,766                            | —                                 | —                                 | —                                 | 53                                | завершила выступление | завершила выступление | завершила выступление | завершила выступление | завершила выступление | завершила выступление |
| Тиша Воллеман | Бревно              | —                                 | —                                 | 12,500                            | —                                 | —                                 | 51                                | завершила выступление | завершила выступление | завершила выступление | завершила выступление | завершила выступление | завершила выступление |
| Тиша Воллеман | Вольные упражнения  | —                                 | —                                 | —                                 | 12,566                            | —                                 | 47                                | завершила выступление | завершила выступление | завершила выступление | завершила выступление | завершила выступление | завершила выступление |
| Санна Верман  | Разновысокие брусья | —                                 | 14,400                            | —                                 | —                                 | —                                 | 11                                | завершила выступление | завершила выступление | завершила выступление | завершила выступление | завершила выступление | завершила выступление |
| Санна Верман  | Вольные упражнения  | —                                 | —                                 | —                                 | DNS                               | —                                 | —                                 | завершила выступление | завершила выступление | завершила выступление | завершила выступление | завершила выступление | завершила выступление |
| Наоми Виссер  | Многоборье          | См. результаты командного турнира | См. результаты командного турнира | См. результаты командного турнира | См. результаты командного турнира | См. результаты командного турнира | См. результаты командного турнира | 12,966                | 14,266                | 13,333                | 13,400                | 53,965                | 10                    |
| Наоми Виссер  | Разновысокие брусья | —                                 | 14,266                            | —                                 | —                                 | —                                 | 13                                | завершила выступление | завершила выступление | завершила выступление | завершила выступление | завершила выступление | завершила выступление |
| Наоми Виссер  | Бревно              | —                                 | —                                 | 13,300                            | —                                 | —                                 | 28                                | завершила выступление | завершила выступление | завершила выступление | завершила выступление | завершила выступление | завершила выступление |
| Наоми Виссер  | Вольные упражнения  | —                                 | —                                 | —                                 | 12,233                            | —                                 | 65                                | завершила выступление | завершила выступление | завершила выступление | завершила выступление | завершила выступление | завершила выступление |
| Санне Веверс  | Бревно              | —                                 | —                                 | 13,766                            | —                                 | —                                 | 9                                 | завершила выступление | завершила выступление | завершила выступление | завершила выступление | завершила выступление | завершила выступление |

## Гольф
Нидерланды получили по два места в мужские и женские соревнования по гольфу в соответствии с рейтингом IGF, но НОК Нидерландов принял решение отказаться от трёх квот, поскольку получившие их спортсмены не входили в топ-27 олимпийского рейтинга.
| Сопртсмен    | Категория | Раунд 1 | Раунд 2 | Раунд 3 | Раунд 4 | Итого | Итого | Итого |
| Сопртсмен    | Категория | Счёт    | Счёт    | Счёт    | Счёт    | Счёт  | К пар | Место |
| ------------ | --------- | ------- | ------- | ------- | ------- | ----- | ----- | ----- |
| Анна ван Дам | Женщины   | 75      | 74      | 78      | 72      | 299   | +11   | =44   |

## Гребля на байдарках и каноэ

### Гладкая вода
Нидерланды завоевали право выставить одну лодку в женских соревнованиях байдарочниц на гладкой воде на Европейской квалификационной регате 2024 года в Сегеде, Венгрия и этих же спортсменок в соревнованиях байдарок-одиночек согласно правилам ICF.
| Спортсмен                   | Дисциплина                       | Заезды  | Заезды | Четвертьфиналы | Четвертьфиналы | Полуфиналы | Полуфиналы | Финалы                | Финалы                |
| Спортсмен                   | Дисциплина                       | Время   | Место  | Время          | Место          | Время      | Место      | Время                 | Место                 |
| --------------------------- | -------------------------------- | ------- | ------ | -------------- | -------------- | ---------- | ---------- | --------------------- | --------------------- |
| Селма Конейн                | Женщины Байдарка-одиночка, 500 м | 1.49,28 | 2 SF   | —              | —              | 1.52,50    | 5 FC       | 1.50,56               | 17                    |
| Рут Ворсселман              | Женщины Байдарка-одиночка, 500 м | 1.56,88 | 4 QF   | 1.52,35        | 2 SF           | 1.54,91    | 8          | завершила выступление | завершила выступление |
| Селма Конейн Рут Ворсселман | Женщины Байдарка-двойка, 500 м   | 1.43,91 | 4 QF   | 1.40,93        | 1 SF           | 1.39,49    | 3 FA       | 1.41,26               | 8                     |

### Гребной слалом
Нидерланды завоевали на Чемпионате мира по гребному слалому в Лондоне, Великобритания одну квоту на участие в олимпийских соревнованиях по гребному слалому у женщин на байдарках и одну квоту на каноэ в результате перераспределения квот, а на Европейских играх 2023 года в Кракове, Польша одну квоту в соревнования у мужчин на каноэ. Нидерланды также автоматически получили право на участие в кроссе на байдарках у мужчин и женщин.
Мужчины
| Спортсмен   | Дисциплина     | Заезды    | Заезды | Заезды    | Заезды | Заезды       | Заезды | Полуфинал            | Полуфинал            | Финал                | Финал                |
| Спортсмен   | Дисциплина     | 1 попытка | Место  | 2 попытка | Место  | Лучшее время | Место  | Время                | Место                | Время                | Место                |
| ----------- | -------------- | --------- | ------ | --------- | ------ | ------------ | ------ | -------------------- | -------------------- | -------------------- | -------------------- |
| Йорис Оттен | Каноэ-одиночка | 101,92    | 17     | 110,93    | 15     | 101,92       | 17     | завершил выступление | завершил выступление | завершил выступление | завершил выступление |

Женщины
| Спортсмен      | Дисциплина        | Заезды    | Заезды | Заезды    | Заезды | Заезды       | Заезды | Полуфинал | Полуфинал | Финал                 | Финал                 |
| Спортсмен      | Дисциплина        | 1 попытка | Место  | 2 попытка | Место  | Лучшее время | Место  | Время     | Место     | Время                 | Место                 |
| -------------- | ----------------- | --------- | ------ | --------- | ------ | ------------ | ------ | --------- | --------- | --------------------- | --------------------- |
| Мартина Вегман | Байдарка-одиночка | 98,00     | 10     | 100,61    | 19     | 98,00        | 16 SF  | 102,38    | 13        | завершила выступление | завершила выступление |
| Лена Тёниссен  | Каноэ-одиночка    | 115,51    | 18     | 105,33    | 4      | 105,33       | 8 SF   | 122,82    | 16        | завершила выступление | завершила выступление |

Кросс на байдарках
| Спортсмен      | Категория | Квалиф. время | Место | 1 круг | Утеш. заезды | 2 круг               | Четвертьфиналы        | Полуфиналы            | Финал                 | Место |
| -------------- | --------- | ------------- | ----- | ------ | ------------ | -------------------- | --------------------- | --------------------- | --------------------- | ----- |
| Йорис Оттен    | Мужчины   | 75,95         | 29    | 3 R    | 3            | завершил выступление | завершил выступление  | завершил выступление  | завершил выступление  | 35    |
| Мартина Вегман | Женщины   | 78,64         | 29    | 2 Q    | —            | 3                    | завершила выступление | завершила выступление | завершила выступление | 21    |
| Лена Тёниссен  | Женщины   | 74,24         | 14    | 2 Q    | —            | 3                    | завершила выступление | завершила выступление | завершила выступление | 19    |

## Дзюдо
Нидерланды получили по рейтингу IJF по пять мест в мужских и женских соревнованиях, а также право выставить смешанную команду.
| Спортсмен          | Категория            | 1/16 финала               | 1/8 финала                      | Четвертьфиналы                  | Полуфиналы               | Утеш. поединки           | Финал / За 3 место           | Финал / За 3 место    |
| Спортсмен          | Категория            | Соперник Результат        | Соперник Результат              | Соперник Результат              | Соперник Результат       | Соперник Результат       | Соперник Результат           | Место                 |
| ------------------ | -------------------- | ------------------------- | ------------------------------- | ------------------------------- | ------------------------ | ------------------------ | ---------------------------- | --------------------- |
| Торнике Цакадоеа   | Мужчины до 60 кг     | KAZЕлдос Сметов П 00–10   | завершил выступление            | завершил выступление            | завершил выступление     | завершил выступление     | завершил выступление         | завершил выступление  |
| Франк Де Вит       | Мужчины до 81 кг     | VANУго Кумбо В 10–00      | TJKСомон Махмадбеков П 00–01    | завершил выступление            | завершил выступление     | завершил выступление     | завершил выступление         | завершил выступление  |
| Ноэл Ван ’т Энд    | Мужчины до 90 кг     | BRAРафаэль Маседо П 00–10 | завершил выступление            | завершил выступление            | завершил выступление     | завершил выступление     | завершил выступление         | завершил выступление  |
| Михаэль Коррел     | Мужчины до 100 кг    | —                         | UAEДжафар Костоев В 01–00       | UZBМузаффарбек Туробоев П 00–11 | —                        | ISRПетер Пальчик П 00–10 | завершил выступление         | =7                    |
| Йелле Сниппе       | Мужчины свыше 100 кг | CZEЛукаш Крпалек П 00–10  | завершил выступление            | завершил выступление            | завершил выступление     | завершил выступление     | завершил выступление         | завершил выступление  |
| Юлие Бёрскенс      | Женщины до 57 кг     | GERПаулина Старке П 01–11 | завершила выступление           | завершила выступление           | завершила выступление    | завершила выступление    | завершила выступление        | завершила выступление |
| Йоанне ван Лисхаут | Женщины до 63 кг     | —                         | KORКим Чи Со П 00–01            | завершила выступление           | завершила выступление    | завершила выступление    | завершила выступление        | завершила выступление |
| Санне Ван Дейк     | Женщины до 70 кг     | —                         | BIHАлександра Самарджич В 10–00 | JPNСаки Ниизоэ В 01–00          | CROБарбара Матич П 00–10 | —                        | BELГабриэлла Виллемс П 00–01 | =5                    |
| Гюше Стенхёйс      | Женщины до 78 кг     | —                         | POLБеата Пацут В 01–00          | ISRИнбар Ланир П 00–10          | —                        | JPNРика Такаяма П 00–10  | завершила выступление        | =7                    |
| Марит Кампс        | Женщины свыше 78 кг  | UKRКристина Гоман В 10–00 | ISRРаз Гершко П 00–10           | завершила выступление           | завершила выступление    | завершила выступление    | завершила выступление        | завершила выступление |

Смешанные команды
| Спортсмен | Дисциплина        | 1/8 финала         | Четвертьфиналы        | Полуфиналы            | Утеш. поединки        | Финал/За 3 место      | Финал/За 3 место      |
| Спортсмен | Дисциплина        | Соперник Результат | Соперник Результат    | Соперник Результат    | Соперник Результат    | Соперник Результат    | Место                 |
| --- | ----------------- | ------------------ | --------------------- | --------------------- | --------------------- | --------------------- | --------------------- |
| Торнике Цакадоеа Франк Де Вит Ноэл Ван ’т Энд Михаэль Коррел Йелле Сниппе Юлие Бёрскенс Йоанне ван Лисхаут Санне Ван Дейк Гюше Стенхёйс Марит Кампс | Смешанные команды | Сербия · П 2–4     | завершили выступление | завершили выступление | завершили выступление | завершили выступление | завершили выступление |

## Конный спорт
Нидерланды завоевали максимально возможное количество мест в олимпийском турнире по конному спорту — по команде из трёх человек и три места в личных соревнованиях во всех трёх олимпийских дисциплинах конного спорта. Команда по троеборью квалифицировалась через Чемпионат Европы по троеборью 2023 года. Команды по выездке и конкуру квалифицировались через Чемпионат мира FEI 2022 года в Хернинге, Дания.

### Выездка
| Спортсмен                                            | Лошадь      | Дисциплина       | Гран При | Гран При | Специальный Гран При | Специальный Гран При | Произвольный Гран При | Произвольный Гран При |
| Спортсмен                                            | Лошадь      | Дисциплина       | Баллы    | Место    | Баллы                | Место                | Баллы                 | Место                 |
| ---------------------------------------------------- | ----------- | ---------------- | -------- | -------- | -------------------- | -------------------- | --------------------- | --------------------- |
| Динья ван Лире                                       | Hermes      | Личный турнир    | 77,764   | 6 Q      | —                    | —                    | 88,432                | 4                     |
| Эммели Схолтенс                                      | Indian Rock | Личный турнир    | 74,581   | 12 Q     | —                    | —                    | 81,750                | 11                    |
| Ханс-Петер Миндерхауд                                | Toto Jr.    | Личный турнир    | 72,578   | 21       | —                    | —                    | завершил выступление  | завершил выступление  |
| Динья ван Лире Эммели Схолтенс Ханс-Петер Миндерхауд | См. выше    | Командный турнир | 224,923  | 4 Q      | 221,048              | 4                    | —                     | —                     |

### Троеборье
| Спортсмен                                  | Лошадь            | Дисциплина       | Выездка | Выездка | Кросс | Кросс  | Кросс | Конкур       | Конкур       | Конкур       | Конкур               | Конкур               | Конкур               | Всего                | Всего                |
| Спортсмен                                  | Лошадь            | Дисциплина       | Выездка | Выездка | Кросс | Кросс  | Кросс | Квалификация | Квалификация | Квалификация | Финал                | Финал                | Финал                | Всего                | Всего                |
| Спортсмен                                  | Лошадь            | Дисциплина       | Штраф   | Место   | Штраф | Всего  | Место | Штраф        | Всего        | Место        | Штраф                | Всего                | Место                | Штраф                | Место                |
| ------------------------------------------ | ----------------- | ---------------- | ------- | ------- | ----- | ------ | ----- | ------------ | ------------ | ------------ | -------------------- | -------------------- | -------------------- | -------------------- | -------------------- |
| Яннеке Бонзайер                            | Champ de Tailleur | Личный турнир    | 31,90   | 29      | 0     | 31,90  | 16    | 0            | 31.90        | 10           | 0                    | 31.90                | 9                    | 31,90                | 9                    |
| Раф Кореманс                               | Radar Love        | Личный турнир    | 27,00   | 16      | 5,60  | 32,60  | 18    | 12,8         | 45,40        | 26           | завершил выступление | завершил выступление | завершил выступление | завершил выступление | завершил выступление |
| Санне де Йонг                              | Enjoy             | Личный турнир    | 34,80   | 40      | 48,20 | 83,00  | 53    | 5,2          | 88,20        | 47           | завершил выступление | завершил выступление | завершил выступление | завершил выступление | завершил выступление |
| Яннеке Бонзайер Раф Кореманс Санне де Йонг | См. выше          | Командный турнир | 93,70   | 9       | 53,80 | 147,50 | 10    | 18,0         | 165,50       | 10           | —                    | —                    | —                    | 165,50               | 10                   |

### Конкур
| Спортсмен                                      | Лошадь                    | Дисциплина       | Квалификация | Квалификация | Квалификация | Финал | Финал  | Финал | Перепрыжка            | Перепрыжка            | Перепрыжка            |
| Спортсмен                                      | Лошадь                    | Дисциплина       | Штраф        | Время        | Место        | Штраф | Время  | Место | Штраф                 | Время                 | Место                 |
| ---------------------------------------------- | ------------------------- | ---------------- | ------------ | ------------ | ------------ | ----- | ------ | ----- | --------------------- | --------------------- | --------------------- |
| Харри Смолдерс                                 | Uricas van de Kattevennen | Личный турнир    | 0            | 74,02        | 4 Q          | 6     | 85,75  | 14    | завершил выступление  | завершил выступление  | завершил выступление  |
| Ким Эммен                                      | Imagine                   | Личный турнир    | 0            | 75,33        | 9 Q          | 12    | 83,52  | 23    | завершила выступление | завершила выступление | завершила выступление |
| Майкел ван дер Влётен                          | Beauville Z               | Личный турнир    | 4            | 70,94        | 22 Q         | 0     | 82,06  | =1    | 4                     | 39,12                 | 3                     |
| Харри Смолдерс Ким Эммен Майкел ван дер Влётен | См. выше                  | Командный турнир | 8            | 233,31       | 5 Q          | 7     | 238,69 | 4     | —                     | —                     | —                     |

## Легкая атлетика
Нидерландские легкоатлеты выполнили нормативы для участия в Играх 2024 года, пройдя прямую квалификацию или по мировому рейтингу, в следующих соревнованиях (максимум по 3 спортсмена в каждом):
Беговые дисциплины
Мужчины
| Спортсмен                                             | Дисциплина            | Забеги    | Забеги | Утеш. забеги | Утеш. забеги | Полуфиналы           | Полуфиналы           | Финал                | Финал                |
| Спортсмен                                             | Дисциплина            | Результат | Место  | Результат    | Место        | Результат            | Место                | Результат            | Место                |
| ----------------------------------------------------- | --------------------- | --------- | ------ | ------------ | ------------ | -------------------- | -------------------- | -------------------- | -------------------- |
| Лимарвин Боневасия                                    | 400 м                 | WD        | WD     | WD           | WD           | WD                   | WD                   | WD                   | WD                   |
| Риан Кларк                                            | 800 м                 | 1.45,56   | 5 R    | 1.44,70      | 5            | завершил выступление | завершил выступление | завершил выступление | завершил выступление |
| Нильс Ларос                                           | 1500 м                | 3.35,38   | 4 Q    | —            | —            | 3.32,22              | 4 Q                  | 3.29,54 NR           | 6                    |
| Стефан Ниллеcсен                                      | 1500 м                | 3.36,77   | 1 Q    | —            | —            | 3.32,73              | 5 Q                  | 3.30,75              | 9                    |
| Майк Фоппен                                           | 5000 м                | 14.37,34  | 19 qR  | —            | —            | —                    | —                    | 13.21,56             | 13                   |
| Ник Смит                                              | 400 м с/б             | 48,64     | 6 q    | —            | —            | 49,61                | 6                    | завершил выступление | завершил выступление |
| Абди Нагейе                                           | Марафон               | —         | —      | —            | —            | —                    | —                    | DNF                  | DNF                  |
| Халид Чукуд                                           | Марафон               | —         | —      | —            | —            | —                    | —                    | 2:25.25              | 58                   |
| Оньема Адигида Таймир Бёрнет Нсикак Экпо Элвис Африфа | Эстафета 4×100 метров | 38,48     | 8      | —            | —            | —                    | —                    | завершил выступление | завершил выступление |

Женщины
| Спортсмен                                                                                 | Дисциплина            | Забеги    | Забеги | Утеш. забеги | Утеш. забеги | Полуфиналы | Полуфиналы | Финал                 | Финал                 |
| Спортсмен                                                                                 | Дисциплина            | Результат | Место  | Результат    | Место        | Результат  | Место      | Результат             | Место                 |
| ----------------------------------------------------------------------------------------- | --------------------- | --------- | ------ | ------------ | ------------ | ---------- | ---------- | --------------------- | --------------------- |
| Таса Джия                                                                                 | 200 м                 | 22,74     | 2 Q    | —            | —            | 22,81      | 6          | завершила выступление | завершила выступление |
| Лике Клавер                                                                               | 400 м                 | 49,96     | 2 Q    | —            | —            | 50,44      | 4          | завершила выступление | завершила выступление |
| Сифан Хассан                                                                              | 5000 м                | 14.57,65  | 2 Q    | —            | —            | —          | —          | 14.30,61              | 3                     |
| Сифан Хассан                                                                              | 10 000 м              | —         | —      | —            | —            | —          | —          | 30.44,12              | 3                     |
| Сифан Хассан                                                                              | Марафон               | —         | —      | —            | —            | —          | —          | 2:22.55 OR            | 1                     |
| Маурен Костер                                                                             | 5000 м                | 15.03,66  | 10     | —            | —            | —          | —          | завершила выступление | завершила выступление |
| Диана ван Эс                                                                              | 10 000 м              | —         | —      | —            | —            | —          | —          | 31.25,51              | 16                    |
| Майке Тьин-А-Лим                                                                          | 100 м с/б             | 12,98     | 7 R    | 12,87        | 2 Q          | 13,03      | 7          | завершила выступление | завершила выступление |
| Надин Виссер                                                                              | 100 м с/б             | 12,53     | =1 Q   | —            | —            | 12,43      | 2 Q        | 12,43                 | 4                     |
| Фемке Бол                                                                                 | 400 м с/б             | 53,38     | 1 Q    | —            | —            | 52,57      | 1 Q        | 52,15                 | 3                     |
| Кателейн Петерс                                                                           | 400 м с/б             | 54,84     | 4 q    | —            | —            | 55,20      | 7          | завершила выступление | завершила выступление |
| Анне Люйтен                                                                               | Марафон               | —         | —      | —            | —            | —          | —          | 2:33.42               | 50                    |
| Изабель ван ден Берг Таса Джия Марие ван Хюненстейн Минке Бисхопс                         | Эстафета 4×100 метров | 42,64     | 5 q    | —            | —            | —          | —          | 42,74                 | 7                     |
| Лизанне де Витте Эвелине Салберг Мирте ван дер Схот Лике Клавер Фемке Бол Кателейн Петерс | Эстафета 4×400 метров | 3.25,03   | 2 Q    | —            | —            | —          | —          | 3.19,50 NR            | 2                     |

Микст
| Спортсмен                                                            | Дисциплина            | Забеги    | Забеги | Финал      | Финал |
| Спортсмен                                                            | Дисциплина            | Результат | Место  | Результат  | Место |
| -------------------------------------------------------------------- | --------------------- | --------- | ------ | ---------- | ----- |
| Исайя Клейн-Икинк Лике Клавер Юджин Омалла Кателейн Петерс Фемке Бол | Эстафета 4×400 метров | 3.10,81   | 2 Q    | 3.07,43 ER | 1     |

Технические дисциплины
Мужчины
| Спортсмен         | Дисциплина      | Полуфиналы | Полуфиналы | Финал                | Финал                |
| Спортсмен         | Дисциплина      | Результат  | Место      | Результат            | Место                |
| ----------------- | --------------- | ---------- | ---------- | -------------------- | -------------------- |
| Менно Влон        | Прыжки с шестом | 5,75       | 6 Q        | 5,70                 | 11                   |
| Дензел Коменентия | Метание молота  | 74,31      | 9          | завершил выступление | завершил выступление |

Женщины
| Спортсмен           | Дисциплина     | Полуфиналы | Полуфиналы | Финал                 | Финал                 |
| Спортсмен           | Дисциплина     | Результат  | Место      | Результат             | Место                 |
| ------------------- | -------------- | ---------- | ---------- | --------------------- | --------------------- |
| Паулине Хондема     | Прыжки в длину | 6,55       | 14         | завершила выступление | завершила выступление |
| Йоринде ван Клинкен | Толкание ядра  | 16,35      | 28         | завершила выступление | завершила выступление |
| Джессика Схилдер    | Толкание ядра  | 18,92      | 4 q        | 18,91                 | 6                     |
| Алида ван Дален     | Толкание ядра  | 16,53      | 26         | завершила выступление | завершила выступление |
| Йоринде ван Клинкен | Метание диска  | 64,81      | 5 Q        | 63,35                 | 7                     |
| Алида ван Дален     | Метание диска  | 62,19      | 16         | завершила выступление | завершила выступление |

Комбинированные дисциплины – Десятиборье
| Спортсмен  | Вид       | 100 м | ДЛ   | ЯД    | ВЫ   | 400 м | 110 с/б | ДИ    | ШЕ   | КО    | 1500 м  | Сумма   | Место |
| ---------- | --------- | ----- | ---- | ----- | ---- | ----- | ------- | ----- | ---- | ----- | ------- | ------- | ----- |
| Свен Розен | Результат | 10,52 | 7,56 | 15,10 | 1,87 | 46,40 | 13,99   | 46,88 | 4,70 | 63,72 | 4.18,55 | 8607 NR | 4     |
| Свен Розен | Баллы     | 970   | 950  | 796   | 687  | 988   | 976     | 806   | 819  | 794   | 821     | 8607 NR | 4     |
| Рик Там    | Результат | 10,64 | 7,27 | 14,27 | 1,93 | 47,73 | 14,78   | 39,31 | 4,70 | 57,08 | 4.24,82 | 8046    | 16    |
| Рик Там    | Баллы     | 942   | 878  | 745   | 740  | 922   | 876     | 651   | 819  | 694   | 779     | 8046    | 16    |

Комбинированные дисциплины – Семиборье
| Спортсмен       | Вид       | 100 м | ВЫ   | ЯД    | 200 м | ДЛ   | КО    | 800 м   | Сумма | Место |
| --------------- | --------- | ----- | ---- | ----- | ----- | ---- | ----- | ------- | ----- | ----- |
| Анук Веттер     | Результат | 13,49 | 1,74 | 15,07 | 24,36 | 6,12 | DNS   | –       | DNF   | DNF   |
| Анук Веттер     | Баллы     | 1052  | 903  | 866   | 946   | 887  | 0     | –       | DNF   | DNF   |
| Эмма Остервегел | Результат | 13,41 | 1,74 | 14,54 | 24,35 | 5,68 | 52,39 | 2.08,67 | 6386  | =7    |
| Эмма Остервегел | Баллы     | 1063  | 903  | 830   | 947   | 753  | 906   | 984     | 6386  | =7    |
| Софи Доктер     | Результат | 13,57 | 1,86 | 13,97 | 23,73 | 6,26 | 42,46 | 2.13,52 | 6452  | 6     |
| Софи Доктер     | Баллы     | 1040  | 1054 | 792   | 1007  | 930  | 715   | 914     | 6452  | 6     |

## Настольный теннис
Нидерланды завоевали одно место в одиночных соревнованиях женщин на Европейском квалификационном турнире 2024 года в Сараево, Босния и Герцеговина.
| Спортсмен    | Дисциплина     | 1/32 финала        | 1/16 финала            | 1/8 финала         | Четвертьфиналы        | Полуфиналы            | Финал / За 3 место    | Финал / За 3 место    |
| Спортсмен    | Дисциплина     | Соперник Результат | Соперник Результат     | Соперник Результат | Соперник Результат    | Соперник Результат    | Соперник Результат    | Место                 |
| ------------ | -------------- | ------------------ | ---------------------- | ------------------ | --------------------- | --------------------- | --------------------- | --------------------- |
| Бритт Эрланд | Женщины личное | EGYХана Года В 4–0 | CZEХана Мателова В 4–3 | CHNЧэнь Мэн П 1–4  | завершила выступление | завершила выступление | завершила выступление | завершила выступление |

## Парусный спорт
Нидерланды завоевали право выставить по одной лодке (яхте) в нижеследующих классах судов по результатам Чемпионата мира по парусному спорту 2023 года в Гааге, Нидерланды.
Гонки с выбыванием
| Спортсмен         | Дисциплина           | Открытые серии | Открытые серии | Открытые серии | Открытые серии | Открытые серии | Открытые серии | Открытые серии | Открытые серии | Открытые серии | Открытые серии | Открытые серии | Открытые серии | Открытые серии | Открытые серии | Открытые серии | Открытые серии | Открытые серии | Открытые серии | 1/4 финала            | Полуфинал             | Полуфинал             | Полуфинал             | Полуфинал             | Полуфинал             | Полуфинал             | Полуфинал             | Полуфинал             | Финал                 | Финал                 | Финал                 | Финал                 | Финал                 | Финал                 | Финал                 | Финал                 |
| Спортсмен         | Дисциплина           | 1              | 2              | 3              | 4              | 5              | 6              | 7              | 8              | 9              | 10             | 11             | 12             | 13             | 14             | 15             | 16             | Сумма          | Место          | Место                 | 1                     | 2                     | 3                     | 4                     | 5                     | 6                     | Всего побед           | Место                 | 1                     | 2                     | 3                     | 4                     | 5                     | 6                     | Всего побед           | Место                 |
| ----------------- | -------------------- | -------------- | -------------- | -------------- | -------------- | -------------- | -------------- | -------------- | -------------- | -------------- | -------------- | -------------- | -------------- | -------------- | -------------- | -------------- | -------------- | -------------- | -------------- | --------------------- | --------------------- | --------------------- | --------------------- | --------------------- | --------------------- | --------------------- | --------------------- | --------------------- | --------------------- | --------------------- | --------------------- | --------------------- | --------------------- | --------------------- | --------------------- | --------------------- |
| Люк ван Опзеланд  | Мужчины IQFoil       | 25 BFD         | 9              | 2              | 1              | 6              | 1              | 3              | 25 DSQ         | 11             | 14             | 16             | 1              | 6              | —              | —              | —              | 69             | 5 QF           | 1 SF                  | —                     | —                     | —                     | —                     | —                     | —                     | —                     | 1 F                   | —                     | —                     | —                     | —                     | —                     | —                     | 3                     | 3                     |
| Сара Веннекес     | Женщины IQFoil       | 10,3           | 12             | 21             | 15             | 4              | 10             | 19             | 16             | 8              | 15             | 20             | 12             | 17             | 16             | —              | —              | 154,3          | 16             | завершила выступление | завершила выступление | завершила выступление | завершила выступление | завершила выступление | завершила выступление | завершила выступление | завершила выступление | завершила выступление | завершила выступление | завершила выступление | завершила выступление | завершила выступление | завершила выступление | завершила выступление | завершила выступление | завершила выступление |
| Аннелаус Ламмертс | Женщины Формула Кайт | 14             | 4              | 5              | 5              | 7              | 2              | отменены       | отменены       | отменены       | отменены       | отменены       | отменены       | отменены       | отменены       | отменены       | отменены       | 23             | 4 SF           | —                     | 1                     | —                     | —                     | —                     | —                     | —                     | 3                     | 1 F                   | 4                     | 2                     | —                     | —                     | —                     | —                     | 0                     | 3                     |

Медальные гонки
| Спортсмен                          | Дисциплина      | Гонка | Гонка | Гонка | Гонка | Гонка | Гонка | Гонка | Гонка | Гонка    | Гонка    | Гонка | Гонка | Гонка | Баллы | Место |
| Спортсмен                          | Дисциплина      | 1     | 2     | 3     | 4     | 5     | 6     | 7     | 8     | 9        | 10       | 11    | 12    | M*    | Баллы | Место |
| ---------------------------------- | --------------- | ----- | ----- | ----- | ----- | ----- | ----- | ----- | ----- | -------- | -------- | ----- | ----- | ----- | ----- | ----- |
| Дуко Бос                           | Мужчины ILCA 7  | 1     | 20    | 29    | 27    | 14    | 16    | 4     | 28    | отменены | отменены | —     | —     | EL    | 110   | 15    |
| Марит Бауместер                    | Женщины ILCA 6  | 4     | 1     | 2     | 4     | 2     | 3     | 3     | 11    | 20       | отменена | —     | —     | 8     | 38    | 1     |
| Барт Ламбрикс Флорис ван де Веркен | Мужчины 49-й    | 13    | 1     | 7     | 16    | 7     | 11    | 19    | 6     | 7        | 13       | 1     | 13    | 14    | 99    | 6     |
| Одиль ван Анхолт Аннетт Дейтз      | Женщины 49-й FX | 5     | 1     | 1     | 10    | 8     | 5     | 19    | 3     | 2        | 15       | 4     | 14    | 6     | 74    | 1     |
| Бьярне Бауэр Лайла ван дер Мер     | Микст Накра 17  | 4     | 20    | 9     | 7     | 8     | 8     | 6     | 7     | 3        | 2        | 11    | 5     | 8     | 78    | 6     |

M = Медальная гонка; EL = Выбыл – не участвовал в медальной гонке

## Плавание
Нидерландские пловцы выполнили требования для участия в нижеследующих дисциплинах плавательного турнира Олимпиады (максимум два пловца, выполнивших Олимпийский квалификационный норматив (OST) или, возможно, Олимпийский рассматриваемый норматив (OCT)).
Мужчины
| Спортсмен                                                       | Дисциплина                | Заплывы | Заплывы | Полуфиналы           | Полуфиналы           | Финал                | Финал                |
| Спортсмен                                                       | Дисциплина                | Время   | Место   | Время                | Место                | Время                | Место                |
| --------------------------------------------------------------- | ------------------------- | ------- | ------- | -------------------- | -------------------- | -------------------- | -------------------- |
| Кензо Симонс                                                    | 50 м вольный стиль        | 22,15   | 27      | завершил выступление | завершил выступление | завершил выступление | завершил выступление |
| Ренцо Тьон-А-Джой                                               | 50 м вольный стиль        | 22,10   | 23      | завершил выступление | завершил выступление | завершил выступление | завершил выступление |
| Шон Ньеволд                                                     | 100 м вольный стиль       | 48,82   | =23     | завершил выступление | завершил выступление | завершил выступление | завершил выступление |
| Кай ван Вестеринг                                               | 100 м на спине            | 54,21   | =21     | завершил выступление | завершил выступление | завершил выступление | завершил выступление |
| Кай ван Вестеринг                                               | 200 м на спине            | 1.58,99 | 23      | завершил выступление | завершил выступление | завершил выступление | завершил выступление |
| Арно Камминга                                                   | 100 м брасс               | 59,39   | =4 Q    | 59,12                | 3 Q                  | 59,32                | 6                    |
| Арно Камминга                                                   | 200 м брасс               | 2.10,53 | 12 Q    | WD                   | WD                   | завершил выступление | завершил выступление |
| Каспар Корбо                                                    | 100 м брасс               | 59,39   | =4 'Q   | 59,12                | 3 Q                  | 59,32                | 6                    |
| Каспар Корбо                                                    | 200 м брасс               | 2.09,78 | 4 Q     | 2.09,52              | 4 Q                  | 2.07,90              | 3                    |
| Нильс Корстанье                                                 | 100 м баттерфляй          | 51,17   | 8 Q     | 50,59                | 4 Q                  | 50,83                | 6                    |
| Кай ван Вестеринг Арно Камминга Нильс Корстанье Стан Пейненбург | 4 × 100 м комбинированная | 3.31,80 | 4 Q     | —                    | —                    | 3.32,52              | 8                    |

Женщины
| Спортсмен                                                       | Дисциплина                | Заплывы | Заплывы | Полуфиналы            | Полуфиналы            | Финал                 | Финал                 |
| Спортсмен                                                       | Дисциплина                | Время   | Место   | Время                 | Место                 | Время                 | Место                 |
| --------------------------------------------------------------- | ------------------------- | ------- | ------- | --------------------- | --------------------- | --------------------- | --------------------- |
| Валери ван Рон                                                  | 50 м вольный стиль        | 24,72   | =15 Q   | 24,67                 | 12                    | завершила выступление | завершила выступление |
| Ким Буш                                                         | 50 м вольный стиль        | 24,87   | =18     | завершила выступление | завершила выступление | завершила выступление | завершила выступление |
| Маррит Стенберген                                               | 100 м вольный стиль       | 53,22   | 4 Q     | 52,86                 | 5 Q                   | 52,83                 | 7                     |
| Маррит Стенберген                                               | 200 м комплекс            | 2.13,21 | 20      | завершила выступление | завершила выступление | завершила выступление | завершила выступление |
| Майке де Вард                                                   | 100 м на спине            | 1.00,12 | 13 Q    | 1.00,22               | 13                    | завершила выступление | завершила выступление |
| Кира Туссен                                                     | 100 м на спине            | 59,84   | 10 Q    | 1.00,37               | 14                    | завершила выступление | завершила выступление |
| Тес Схаутен                                                     | 100 м брасс               | 1.06,69 | 14 Q    | 1.06,55               | 10                    | завершила выступление | завершила выступление |
| Тес Схаутен                                                     | 200 м брасс               | 2.23,08 | 2 Q     | 2.22,74               | 3 Q                   | 2.21,05               | 3                     |
| Тесса Гиле                                                      | 100 м баттерфляй          | 57,89   | 15 Q    | 57,91                 | 15                    | завершила выступление | завершила выступление |
| Ким Буш Тесса Гиле Сэм ван Нюнен Маррит Стенберген              | 4 × 100 м вольный стиль   | 3.36,78 | 9       | —                     | —                     | завершили выступление | завершили выступление |
| Имани де Йонг Силке Холкенборг Янна ван Котен Маррит Стенберген | 4 × 200 м вольный стиль   | 7.57,58 | 12      | —                     | —                     | завершили выступление | завершили выступление |
| Майке де Вард Тес Схаутен Тесса Гиле Маррит Стенберген          | 4 × 100 м комбинированная | 3.57,48 | 8 Q     | —                     | —                     | 3.59,52               | 8                     |
| Шарон ван Раувендал                                             | 10 км открытая вода       | —       | —       | —                     | —                     | 2:03.34,2             | 1                     |

Микст
| Спортсмен                                                                               | Дисциплина                | Заплывы | Заплывы | Финал   | Финал |
| Спортсмен                                                                               | Дисциплина                | Время   | Место   | Время   | Место |
| --------------------------------------------------------------------------------------- | ------------------------- | ------- | ------- | ------- | ----- |
| Кай ван Вестеринг Каспар Корбо Тесса Гиле Нильс Корстанье Маррит Стенберген Кира Туссен | 4 × 100 м комбинированная | 3.43,60 | 4 Q     | 3.43,12 | 6     |

## Пляжный волейбол
Нидерланды получили одну квоту на участие в женском и две квоты на участие в мужском олимпийских турнирах по пляжному волейболу на основании Олимпийского рейтинга FIVB.
| Спортсмены                        | Категория | Групповой этап                                            | Групповой этап                                      | Групповой этап                                                     | Групповой этап | 1/8 финала                                              | Четвертьфиналы                                 | Полуфиналы            | Финал / Матч за 3 место | Место                 |
| Спортсмены                        | Категория | Соперник Счёт                                             | Соперник Счёт                                       | Соперник Счёт                                                      | Место          | Соперник Счёт                                           | Соперник Счёт                                  | Соперник Счёт         | Соперник Счёт           | Место                 |
| --------------------------------- | --------- | --------------------------------------------------------- | --------------------------------------------------- | ------------------------------------------------------------------ | -------------- | ------------------------------------------------------- | ---------------------------------------------- | --------------------- | ----------------------- | --------------------- |
| Стефан Бурманс Йорик де Грот      | Мужчины   | ESPПабло Эррера / Адриан Гавира В 21–15, 21–15            | USAМайлз Эванс / Чейз Бадингер В 21–13, 21–15       | FRAАрно Готье-Рат / Юссеф Кру В 21–15, 21–16                       | 1 Q            | CZEОндрей Перушич / Давид Швайнер В 21–18, 21–16        | GERНильс Элерс / Клеменс Виклер П 20–22, 15–21 | завершили выступление | завершили выступление   | завершили выступление |
| Мэттью Иммерс Стевен ван де Велде | Мужчины   | ITAАлекс Раньери / Адриан Карамбула П 20–22, 21–19, 13–15 | CHIМарко Гримальт / Эстебан Гримальт В 21–19, 21–16 | NORАндерс Мол / Кристиан Сёрум П 16–21, 19–21                      | 2 Q            | BRAЭвандро Оливейра / Артур Ланси П 16–21, 16–21        | завершили выступление                          | завершили выступление | завершили выступление   | завершили выступление |
| Катя Стам Раиса Схон              | Женщины   | LTUМоника Пауликене / Айне Раупелите В 21–19, 21–17       | JPNАкико Хасегава / Мики Исии В 21–16, 21–14        | BRAКаролина Солберг Салгадо / Барбара Сейшас П 21–16, 17–21, 17–19 | 2 Q            | ESPДаниэла Альварес / Таня Морено П 21–18, 19–21, 13–15 | завершили выступление                          | завершили выступление | завершили выступление   | завершили выступление |

## Прыжки в воду
Нидерланды завоевали одно место в женские соревнования на 10-метровой вышке на Чемпионате мира по водным видам спорта 2024 года в Дохе, Катар.
| Спортсмен       | Дисциплина                | Квалификация | Квалификация | Полуфинал | Полуфинал | Финал  | Финал |
| Спортсмен       | Дисциплина                | Баллы        | Место        | Баллы     | Место     | Баллы  | Место |
| --------------- | ------------------------- | ------------ | ------------ | --------- | --------- | ------ | ----- |
| Элзе Прастеринк | Женщины 10-метровая вышка | 281,60       | 15 Q         | 292,80    | 12 Q      | 250,35 | 12    |

## Синхронное плавание
Нидерланды получили право выставить дуэт в олимпийском турнире по синхронному плаванию по итогам Чемпионата мира по водным видам спорта 2024 года в Дохе, Катар.
| Спортсмен                         | Дисциплина | Техническая программа | Техническая программа | Произвольная программа | Произвольная программа | Сумма    | Сумма |
| Спортсмен                         | Дисциплина | Баллы                 | Место                 | Баллы                  | Место                  | Баллы    | Место |
| --------------------------------- | ---------- | --------------------- | --------------------- | ---------------------- | ---------------------- | -------- | ----- |
| Брегье де Брауэр Нортье де Брауэр | Дуэты      | 264,7066              | 3                     | 293,6897               | 2                      | 558,3963 | 3     |

## Скейтбординг
Нидерланды получили два места в женские соревнования в дисциплине стрит на основании Олимпийского рейтинга OWSR.
| Спортсмен       | Дисциплина    | Квалификация | Квалификация | Финал                 | Финал                 |
| Спортсмен       | Дисциплина    | Счёт         | Место        | Счёт                  | Место                 |
| --------------- | ------------- | ------------ | ------------ | --------------------- | --------------------- |
| Рос Зветслот    | Женщины Стрит | 233,71       | 10           | завершила выступление | завершила выступление |
| Кет Олденбёвинг | Женщины Стрит | 210,78       | 15           | завершила выступление | завершила выступление |

## Стрельба из лука
Нидерланды получили право выставить команду и трёх участников в личном первенстве в соревнованиях женщин, заняв второе место на Чемпионате Европы по стрельбе из лука 2024 года в Эссене, Германия. Одно место в личном турнире у мужчин Нидерланды получили на Европейском континентальном квалификационном турнире 2024 года в Эссене, Германия. Квалифицировав, как минимум, по одному участнику в женский и мужской личные турниры, Нидерланды автоматически получили право на участие в миксте.
| Спортсмен                                            | Дисциплина                        | Предварительный раунд | Предварительный раунд | 1/32 финала                 | 1/16 финала            | 1/8 финала            | Четвертьфиналы        | Полуфиналы               | Финал / За 3 место    | Финал / За 3 место    |
| Спортсмен                                            | Дисциплина                        | Результат             | Посев                 | Соперник Счёт               | Соперник Счёт          | Соперник Счёт         | Соперник Счёт         | Соперник Счёт            | Соперник Счёт         | Место                 |
| ---------------------------------------------------- | --------------------------------- | --------------------- | --------------------- | --------------------------- | ---------------------- | --------------------- | --------------------- | ------------------------ | --------------------- | --------------------- |
| Стив Вейлер                                          | Мужчины индивидуальное первенство | 668                   | 23                    | ISRРой Дрор В 6–2           | TURБерким Тюмер П 2–6  | завершил выступление  | завершил выступление  | завершил выступление     | завершил выступление  | завершил выступление  |
| Квинти Руффен                                        | Женщины индивидуальное первенство | 625                   | 55                    | AUTЭлизабет Штрака В 6–4    | INDДипика Кумари П 2–6 | завершила выступление | завершила выступление | завершила выступление    | завершила выступление | завершила выступление |
| Лаура ван дер Винкел                                 | Женщины индивидуальное первенство | 623                   | 59                    | INAДиананда Чойруниса П 1–7 | завершила выступление  | завершила выступление | завершила выступление | завершила выступление    | завершила выступление | завершила выступление |
| Габриэла Схлуссер                                    | Женщины индивидуальное первенство | 649                   | 35                    | FRAЛиза Барбелен П 2–6      | завершила выступление  | завершила выступление | завершила выступление | завершила выступление    | завершила выступление | завершила выступление |
| Квинти Руффен Лаура ван дер Винкел Габриэла Схлуссер | Женщины командное первенство      | 1897                  | 12                    | —                           | —                      | Франция · В 6–0       | Индия · В 6–0         | Республика Корея · П 4–5 | Мексика · П 2–6       | 4                     |
| Стив Вейлер Габриэла Схлуссер                        | Микст команды                     | =1317 ПЕР П 18–19     | 17                    | —                           | —                      | завершили выступление | завершили выступление | завершили выступление    | завершили выступление | завершили выступление |

## Теннис
Нидерланды получили по два места в одиночный и парный мужские турниры и по одному месту в одиночный и парный женские турниры по рейтингу ATP и WTA соответственно, а также одно место в миксте согласно суммарному олимпийскому рейтингу.
| Спортсмен                    | Дисциплина        | 1/32 финала                      | 1/16 финала                                            | 1/8 финала                                                | Четвертьфиналы                                          | Полуфиналы                                     | Финал / За 3 место                                        | Финал / За 3 место    |
| Спортсмен                    | Дисциплина        | Соперник Счёт                    | Соперник Счёт                                          | Соперник Счёт                                             | Соперник Счёт                                           | Соперник Счёт                                  | Соперник Счёт                                             | Место                 |
| ---------------------------- | ----------------- | -------------------------------- | ------------------------------------------------------ | --------------------------------------------------------- | ------------------------------------------------------- | ---------------------------------------------- | --------------------------------------------------------- | --------------------- |
| Таллон Грикспор              | Мужчины одиночный | GREПетрос Циципас В 6–2, 6–3     | ESPКарлос Алькарас П 1–6, 6–7(3–7)                     | завершил выступление                                      | завершил выступление                                    | завершил выступление                           | завершил выступление                                      | завершил выступление  |
| Робин Хасе                   | Мужчины одиночный | Себастьян Офнер (AUT) П 5–7, 2–6 | завершил выступление                                   | завершил выступление                                      | завершил выступление                                    | завершил выступление                           | завершил выступление                                      | завершил выступление  |
| Таллон Грикспор Уэсли Колхоф | Мужчины парный    | —                                | HUNМартон Фучович Фабиан Марожан В 6–2, 6–3            | ESPКарлос Алькарас Рафаэль Надаль П 4–6, 7–6(7–2), [2–10] | завершили выступление                                   | завершили выступление                          | завершили выступление                                     | завершили выступление |
| Жан-Жюльен Ройер Робин Хасе  | Мужчины парный    | —                                | ARGТомас Этчеверри Мариано Навоне В 7–6(7–3), 7–6(7–4) | USAТэйлор Фриц Томми Пол П 3–6, 4–6                       | завершили выступление                                   | завершили выступление                          | завершили выступление                                     | завершили выступление |
| Аранча Рус                   | Женщины одиночный | AUSОливия Гадецки В 6–4, 6–1     | CHNЧжэн Циньвэнь П 2–6, 4–6                            | завершила выступление                                     | завершила выступление                                   | завершила выступление                          | завершила выступление                                     | завершила выступление |
| Аранча Рус Деми Схюрс        | Женщины парный    | —                                | FRAКаролин Гарсия Диан Парри П 7–6(7–2), 3–6, [4–10]   | завершили выступление                                     | завершили выступление                                   | завершили выступление                          | завершили выступление                                     | завершили выступление |
| Уэсли Колхоф Деми Схюрс      | Микст             | —                                | —                                                      | GREСтефанос Циципас Мария Саккари В 6–4, 7–6(7–3)         | ITAАндреа Вавассори Сара Эррани В 6–7(4–7), 6–3, [11–9] | CHNЧжан Чжичжэнь Ван Синьюй П 6–2, 4–6, [4–10] | CANФеликс Оже-Альяссим Габриэла Дабровски П 3–6, 6–7(2–7) | 4                     |

## Триатлон
Нидерланды завоевали по два квотных места в соревнования мужчин и женщин и право участвовать в смешанной эстафете, заняв второе место в Олимпийской квалификационной смешанной эстафете 2024 года в Хуатулько, Мексика.
Личное
| Спортсмен     | Категория | Время             | Время     | Время             | Время     | Время       | Время   | Место |
| Спортсмен     | Категория | Плавание (1,5 км) | Переход 1 | Велосипед (40 км) | Переход 2 | Бег (10 км) | Всего   | Место |
| ------------- | --------- | ----------------- | --------- | ----------------- | --------- | ----------- | ------- | ----- |
| Митч Колкман  | Мужчины   | 20.39             | 0,46      | 51.58             | 0,27      | 33.31       | 1:47.21 | 26    |
| Рихард Мюррай | Мужчины   | 22.43             | 0,50      | 54.48             | 0,23      | 32.11       | 1:50.55 | 44    |
| Рахел Кламер  | Женщины   | 23.30             | 1,00      | 58.15             | 0,29      | 34.25       | 1:57.39 | 14    |
| Майя Кингма   | Женщины   | 22.20             | 0,59      | 58.25             | 0,27      | 34.42       | 1:56.53 | 7     |

Эстафета
| Спортсмен     | Категория      | Время            | Время     | Время            | Время     | Время      | Время   | Место |
| Спортсмен     | Категория      | Плавание (300 м) | Переход 1 | Велосипед (7 км) | Переход 2 | Бег (2 км) | Всего   | Место |
| ------------- | -------------- | ---------------- | --------- | ---------------- | --------- | ---------- | ------- | ----- |
| Митч Колкман  | Микст эстафета | 4.17             | 1,01      | 9.35             | 0,22      | 5.03       | 20.18   | 8     |
| Майя Кингма   | Микст эстафета | 4.59             | 1,14      | 10.26            | 0,25      | 5.55       | 22.59   | 11    |
| Рихард Мюррай | Микст эстафета | 4.43             | 1,02      | 9.37             | 0,25      | 5.15       | 21.02   | 11    |
| Рахел Кламер  | Микст эстафета | 5.11             | 1,12      | 10.34            | 0,27      | 5.54       | 23.18   | 10    |
| Всего         | Микст эстафета | —                | —         | —                | —         | —          | 1:27.37 | 10    |

## Фехтование
Нидерландский спортсмен Тристан Тюлен завоевал личное место в мужской шпаге, выиграв Зональный турнир Европы 2024 года в Дифферданже, Люксембург.
| Спортсмен     | Дисциплина    | 1/32 финала   | 1/16 финала                 | 1/8 финала           | Четвертьфинал        | Полуфинал            | Финал / За 3 место   | Финал / За 3 место   |
| Спортсмен     | Дисциплина    | Соперник Счёт | Соперник Счёт               | Соперник Счёт        | Соперник Счёт        | Соперник Счёт        | Соперник Счёт        | Место                |
| ------------- | ------------- | ------------- | --------------------------- | -------------------- | -------------------- | -------------------- | -------------------- | -------------------- |
| Тристан Тюлен | Мужчины шпага | —             | ITAФедерико Висмара П 11–15 | завершил выступление | завершил выступление | завершил выступление | завершил выступление | завершил выступление |

## Хоккей на траве
Мужская и женская сборные Нидерландов по хоккею на траве завоевали право участвовать в олимпийских турнирах, выиграв Чемпионаты Европы 2023 года среди мужчин и женщин соответственно.
| Команда    | Соревнование   | Групповая стадия | Групповая стадия | Групповая стадия     | Групповая стадия | Групповая стадия | Групповая стадия | Четвертьфиналы       | Полуфиналы      | Финал / За 3 место | Финал / За 3 место |
| Команда    | Соревнование   | Соперник Счёт    | Соперник Счёт    | Соперник Счёт        | Соперник Счёт    | Соперник Счёт    | Место            | Соперник Счёт        | Соперник Счёт   | Соперник Счёт      | Место              |
| ---------- | -------------- | ---------------- | ---------------- | -------------------- | ---------------- | ---------------- | ---------------- | -------------------- | --------------- | ------------------ | ------------------ |
| Нидерланды | Мужской турнир | ЮАР В 5–3        | Франция В 4–0    | Великобритания Н 2–2 | Германия П 0–1   | Испания В 5–3    | 2 Q              | Австралия В 2–0      | Испания В 4–0   | Германия В 3–1ПЕН  | 1                  |
| Нидерланды | Женский турнир | Франция В 6–2    | Германия В 2–1   | Китай В 3–0          | Бельгия В 3–1    | Япония В 5–1     | 1 Q              | Великобритания В 3–1 | Аргентина В 3–0 | Китай В 3–1ПЕН     | 1                  |

### Мужской турнир
Состав команды
Состав команды был объявлен 19 июня 2024 года.
Тренер:  Йерун Делме
- Йип Янссен[англ.] ЗЩ
- Ларс Балк[англ.] ЗЩ
- Йонас де Хёс[англ.] ПЗ
- Тейс ван Дам[англ.] ЗЩ
- Тьерри Бринкман[англ.] (К)  ЗЩ
- Сев ван Асс[англ.] ПЗ
- Йоррит Крон[англ.] ПЗ
- Юстен Блок[англ.] ЗЩ
- Дерк де Вилдер[англ.] ЗЩ
- Флорис Фортелбур[англ.] ЗЩ
- Тьеп Худемакерс[англ.] НП
- Кун Бейен[англ.] НП
- Йоэп де Мол[англ.] ЗЩ
- Пирмин Блак[англ.] ГК
- Теймен Рейенга[англ.] ЗЩ
- Дуко Телгенкамп[англ.] НП
- Флорис Миддендорп[англ.] НП
- Стейн ван Хейнинген[англ.] ПЗ

Групповой этап
| Поз | Команда        | И | В | Н | П | МЗ | МП | РМ  | О  | Квалификация   |
| --- | -------------- | - | - | - | - | -- | -- | --- | -- | -------------- |
| 1   | Германия       | 5 | 4 | 0 | 1 | 16 | 6  | +10 | 12 | Четвертьфиналы |
| 2   | Нидерланды     | 5 | 3 | 1 | 1 | 16 | 9  | +7  | 10 | Четвертьфиналы |
| 3   | Великобритания | 5 | 2 | 2 | 1 | 11 | 7  | +4  | 8  | Четвертьфиналы |
| 4   | Испания        | 5 | 2 | 1 | 2 | 11 | 12 | −1  | 7  | Четвертьфиналы |
| 5   | ЮАР            | 5 | 1 | 1 | 3 | 11 | 17 | −6  | 4  |                |
| 6   | Франция (Х)    | 5 | 0 | 1 | 4 | 8  | 22 | −14 | 1  |                |

| 27 июля 2024 12:45                                              | \| Нидерланды \| 5:3 Отчет \| ЮАР \| \| Янссен 2', 30' · Де Геус 10' · Хёдемакерс 16' · Тельгенкамп 33' \| Голы \| Кассим 7' · Кок 34' · Гуйзе-Браун 44' \| | Ив дю Мануар (Коломб, Париж), поле 1 Судьи: Дэвид Томлинсон (Новая Зеландия), Лим Хон Чжен (Сингапур) |
| Нидерланды                                                      | 5:3 Отчет | ЮАР                                                                                                   |
| Янссен 2', 30' · Де Геус 10' · Хёдемакерс 16' · Тельгенкамп 33' | Голы | Кассим 7' · Кок 34' · Гуйзе-Браун 44'                                                                 |

| 28 июля 2024 19:45                                     | \| Нидерланды \| 4:0 Отчет \| Франция \| \| Рейенда 7' · Бийен 28' · Де Геус 31' · Тельгенкамп 54' \| Голы \| \| | Ив дю Мануар (Коломб, Париж), поле 1 Судьи: Шон Рапапорт (ЮАР), Ирене Пресенки (Аргентина) |
| Нидерланды                                             | 4:0 Отчет | Франция                                                                                    |
| Рейенда 7' · Бийен 28' · Де Геус 31' · Тельгенкамп 54' | Голы |                                                                                            |

| 30 июля 2024 12:45 | \| Великобритания \| 2:2 Отчет \| Нидерланды \| | Ив дю Мануар (Коломб, Париж), поле 1 Судьи: Габриэль Лабате (Аргентина), Бен Гёнтген (Германия) |
| Великобритания     | 2:2 Отчет                                       | Нидерланды                                                                                      |

| 31 июля 2024 17:30 | \| Германия \| 1:0 Отчет \| Нидерланды \| | Ив дю Мануар (Коломб, Париж), поле 2 Судьи: Мартин Мэдден (Великобритания), Дэвид Томлинсон (Новая Зеландия) |
| Германия           | 1:0 Отчет                                 | Нидерланды                                                                                                   |

| 2 августа 2024 10:30 | \| Нидерланды \| 5:3 Отчет \| Испания \| | Ив дю Мануар (Коломб, Париж), поле 2 Судьи: Дэн Барстоу (Великобритания), Шон Рапапорт (ЮАР) |
| Нидерланды           | 5:3 Отчет                                | Испания                                                                                      |

Четвертьфиналы
| 4 августа 2024 17:30          | \| Нидерланды \| 2:0 Отчет \| Австралия \| \| Тельгенкамп 35' · Ван Дам 52' \| Голы \| \| | Ив дю Мануар (Коломб, Париж), поле 1 Судьи: Дэн Барстоу (Великобритания), Гаретт Гринфилд (Новая Зеландия) |
| Нидерланды                    | 2:0 Отчет                                                                                 | Австралия                                                                                                  |
| Тельгенкамп 35' · Ван Дам 52' | Голы                                                                                      | |

Полуфиналы
| 6 августа 2024 14:00                                      | \| Нидерланды \| 4 : 0 Отчет \| Испания \| \| Янссен 12' · Бринкман 20' · Ван Дам 37' · Тельгенкамп 50' \| Голы \| \| | Ив дю Мануар (Коломб, Париж), поле 1 Судьи: Бен Гёнтген (Германия), Мартин Мадден (Великобритания) |
| Нидерланды                                                | 4 : 0 Отчет | Испания                                                                                            |
| Янссен 12' · Бринкман 20' · Ван Дам 37' · Тельгенкамп 50' | Голы | |

Финал
| 8 августа 2024 19:00 | \| Германия \| 1 : 1 д.в., п. 1 : 3 Отчет \| Нидерланды \| \| Принц 50' \| Голы \| Бринкман 46' \| | Ив дю Мануар (Коломб, Париж), поле 1 Судьи: Мартин Мадден (Великобритания), Стив Роджерс (Австралия) |
| Германия             | 1 : 1 д.в., п. 1 : 3 Отчет                                                                         | Нидерланды                                                                                           |
| Принц 50'            | Голы                                                                                               | Бринкман 46'                                                                                         |

### Женский турнир
Состав команды
Состав команды был объявлен 28 мая 2024 года.
Тренер:  Пауль ван Асс
| №  | Позиция | Игрок             | Дата рождения / возраст  | Матчи | Голы | Клуб      |
| -- | ------- | ----------------- | ------------------------ | ----- | ---- | --------- |
| 1  | Вр      | Анне Венендаль    | 7 сентябрь 1995 (28 лет) | 144   | 0    | Amsterdam |
| 2  | ПЗ      | Луна Фокке        | 9 март 2001 (23 лет)     | 30    | 5    | Kampong   |
| 4  | Нап     | Фреке Мус         | 28 ноябрь 1998 (25 лет)  | 57    | 17   | Amsterdam |
| 5  | Защ     | Лиза Пост         | 27 январь 1999 (25 лет)  | 39    | 0    | SCHC      |
| 7  | ПЗ      | Ксан де Вард (К)  | 27 декабрь 1999 (24 лет) | 204   | 19   | SCHC      |
| 8  | Защ     | Йибби Янсен       | 18 ноябрь 1999 (24 лет)  | 68    | 56   | SCHC      |
| 9  | Защ     | Рене ван Ларховен | 15 октябрь 1997 (26 лет) | 57    | 3    | SCHC      |
| 10 | ПЗ      | Фелисе Алберс     | 27 декабрь 1999 (24 лет) | 62    | 24   | Amsterdam |
| 11 | Нап     | Мария Вершор      | 22 апрель 1994 (30 лет)  | 200   | 28   | Amsterdam |
| 14 | Защ     | Санне Колен       | 23 март 1996 (28 лет)    | 106   | 1    | Den Bosch |
| 15 | Нап     | Фредерика Матла   | 28 декабрь 1996 (27 лет) | 126   | 92   | Den Bosch |
| 16 | Нап     | Йоше Бург         | 29 июль 1997 (26 лет)    | 37    | 18   | Den Bosch |
| 17 | Защ     | Марлен Йохемс     | 24 январь 2000 (24 лет)  | 16    | 0    | Hurley    |
| 18 | Защ     | Пин Сандерс       | 11 июнь 1998 (26 лет)    | 118   | 6    | Den Bosch |
| 19 | Нап     | Марейн Вен        | 18 ноябрь 1996 (27 лет)  | 43    | 23   | Amsterdam |
| 20 | ПЗ      | Лаура Нуннинк     | 26 январь 1995 (29 лет)  | 184   | 2    | Den Bosch |
|    | Нап     | Пин Дике          | 28 август 1999 (24 лет)  | 15    | 9    | SCHC      |

Групповой этап
| Поз | Команда     | И | В | Н | П | МЗ | МП | РМ  | О  | Квалификация   |
| --- | ----------- | - | - | - | - | -- | -- | --- | -- | -------------- |
| 1   | Нидерланды  | 5 | 5 | 0 | 0 | 19 | 5  | +14 | 15 | Четвертьфиналы |
| 2   | Бельгия     | 5 | 4 | 0 | 1 | 13 | 4  | +9  | 12 | Четвертьфиналы |
| 3   | Германия    | 5 | 3 | 0 | 2 | 12 | 7  | +5  | 9  | Четвертьфиналы |
| 4   | Китай       | 5 | 2 | 0 | 3 | 15 | 10 | +5  | 6  | Четвертьфиналы |
| 5   | Япония      | 5 | 1 | 0 | 4 | 2  | 15 | −13 | 3  |                |
| 6   | Франция (Х) | 5 | 0 | 0 | 5 | 4  | 24 | −20 | 0  |                |

| 27 июля 2024 20:15                              | \| Нидерланды \| 6:2 Отчет \| Франция \| \| Матла 29' · Янсен 32', 35', 45', 48' · Бург 50' \| Голы \| Лёпиталь 35' · Ле Ниндре 46' \| | Ив дю Мануар (Коломб, Париж), поле 2 Судьи: Айянна Макклин (Тринидад и Тобаго), Куки Тан (Сингапур) |
| Нидерланды                                      | 6:2 Отчет | Франция                                                                                             |
| Матла 29' · Янсен 32', 35', 45', 48' · Бург 50' | Голы | Лёпиталь 35' · Ле Ниндре 46'                                                                        |

| 29 июля 2024 19:45 | \| Германия \| 1:2 Отчет \| Нидерланды \| | Ив дю Мануар (Коломб, Париж), поле 1 Судьи: Эмбер Чёрч (Новая Зеландия), Элейша Ньюман (Австралия) |
| Германия           | 1:2 Отчет                                 | Нидерланды                                                                                         |

| 31 июля 2024 20:15 | \| Нидерланды \| 3:0 Отчет \| Китай \| | Ив дю Мануар (Коломб, Париж), поле 2 Судьи: Лорен Дельфорж (Бельгия), Ирен Пресенки (Аргентина) |
| Нидерланды         | 3:0 Отчет                              | Китай                                                                                           |

| 2 августа 2024 12:45 | \| Бельгия \| 1:3 Отчет \| Нидерланды \| | Ив дю Мануар (Коломб, Париж), поле 1 Судьи: Ханна Харрисон (Великобритания), Лю Сяоин (Китай) |
| Бельгия              | 1:3 Отчет                                | Нидерланды                                                                                    |

| 3 августа 2024 17:00 | \| Нидерланды \| 5:1 Отчет \| Япония \| | Ив дю Мануар (Коломб, Париж), поле 1 Судьи: Рейчел Уильямс (Великобритания), Сара Уилсон (Великобритания) |
| Нидерланды           | 5:1 Отчет                               | Япония |

Четвертьфиналы
| 5 августа 2024 17:30        | \| Нидерланды \| 3:1 Отчет \| Великобритания \| \| Де Вард 1' · Фокке 30', 46' \| Голы \| Френч 20' \| | Ив дю Мануар (Коломб, Париж), поле 1 Судьи: Лю Ксяоин (Китай), Ирене Пресинки (Аргентина) |
| Нидерланды                  | 3:1 Отчет                                                                                              | Великобритания                                                                            |
| Де Вард 1' · Фокке 30', 46' | Голы                                                                                                   | Френч 20'                                                                                 |

Полуфиналы
| 7 августа 2024 14:00                | \| Нидерланды \| 3 : 0 Отчет \| Аргентина \| \| Фокке 21' · Нуннинк 26' · Янсен 35' \| Голы \| \| | Ив дю Мануар (Коломб, Париж), поле 1 Судьи: Лорен Дельфорг (Бельгия), Сара Уилсон (Великобритания) |
| Нидерланды                          | 3 : 0 Отчет                                                                                       | Аргентина                                                                                          |
| Фокке 21' · Нуннинк 26' · Янсен 35' | Голы                                                                                              | |

Финал
| 9 августа 2024 20:00 | \| Нидерланды \| 1 : 1 д.в., п. 3 : 1 Отчет \| Китай \| \| Йибби Янсен 51' \| Голы \| Чен Ян 6' \| | Ив дю Мануар (Коломб, Париж), поле 1 Судьи: Сара Уилсон (Великобритания), Лорен Дельфорг (Бельгия) |
| Нидерланды           | 1 : 1 д.в., п. 3 : 1 Отчет                                                                         | Китай                                                                                              |
| Йибби Янсен 51'      | Голы                                                                                               | Чен Ян 6'                                                                                          |